# بروتستانتية
البروتستانتية أو البروتستية هي أحد مذاهب وأشكال الإيمان في الدين المسيحي. تعود أصول المذهب إلى الحركة الإصلاحية التي قامت في القرن السادس عشر هدفها إصلاح الكنيسة الكاثوليكية في أوروبا الغربية. وهي اليوم واحدة من الانقسامات الرئيسية في العالم المسيحي جنبًا إلى جنب الكنيسة الكاثوليكية والأرثوذكسية الشرقية. وتعتبر الكنيسة الأنجليكانية في بعض الأحيان كنيسة مستقلة من البروتستانتية.
أبرز مقومات فكر البروتستانت اللاهوتي هي أنّ الحصول على الخلاص أو غفران الخطايا هو هديّة مجانيّة ونعمة الله من خلال الإيمان بيسوع المسيح مخلصًا، وبالتالي ليس من شروط نيل الغفران القيام بأي عمل تكفيري أو صالح؛ وثانيًا رفض «السلطة التعليمية» في الكنيسة الكاثوليكية والتي تنيط بالبابا القول الفصل فيما يتعلق بتفسير الكتاب المقدس معتبرًا أنّ لكل إمرئ الحق في التفسير؛ وثالثًا أنّ الكتاب المقدس هو المصدر الوحيد للمعرفة المختصة بأمور الإيمان؛ وعارض رابعًا سلطة الكهنوت الخاص باعتبار أن جميع المسيحيين يتمتعون بدرجة الكهنوت المقدسة، وخامسًا سمح للقسس بالزواج.
نشأت الحركة البروتستانتية على يد الألماني مارتن لوثر الذي يمكن رد جميع البروتستانت أو الإنجيليين في العالم إلى أفكاره، في ألمانيا وقد انشقت الكنيسة البروتستانتية عن الكنيسة الكاثوليكية في القرن السادس عشر، تتفرع منها العديد من الكنائس الأخرى تتراوح من 28 - 40 إلى كنيسة ومذهب. والبروتستانتية مذهب عدد من الدول بما في ذلك الدنمارك وبريطانيا والنرويج والسويد. كما أن للبروتستانتية أثرًا قويًا في التاريخ الثقافي والسياسي لتلك الأقطار. في القرون الأخيرة، وضع البروتستانت ثقافتهم الخاصة، التي قدمت مساهمات كبيرة في مجال التعليم، والعلوم الإنسانية والعلوم، والنظام السياسي والاجتماعي، والإقتصاد والفنون، وغيرها من المجالات.
البروتستانتية هي ثاني أكبر شكل للمسيحية، حيث تضم مجتمعة ما بين 800 مليون وأكثر من 900 مليون من الأتباع في العالم أو ما يقرب من 40% من مجمل المسيحيين. منهم 170 مليون منهم في أمريكا الشمالية، و160 مليون في أفريقيا، و120 مليون في أوروبا، و70 مليون في أمريكا اللاتينية، و60 مليون في آسيا، و10 مليون في أستراليا. يتوزع البروتستانت بالمجمل على سبعة عائلات وهي الأدفنست، والأنجليكانيّة، والمعمدانيّة، وكنائس الإصلاح، واللوثرية، والميثودية والخمسينية.

## مقدمة

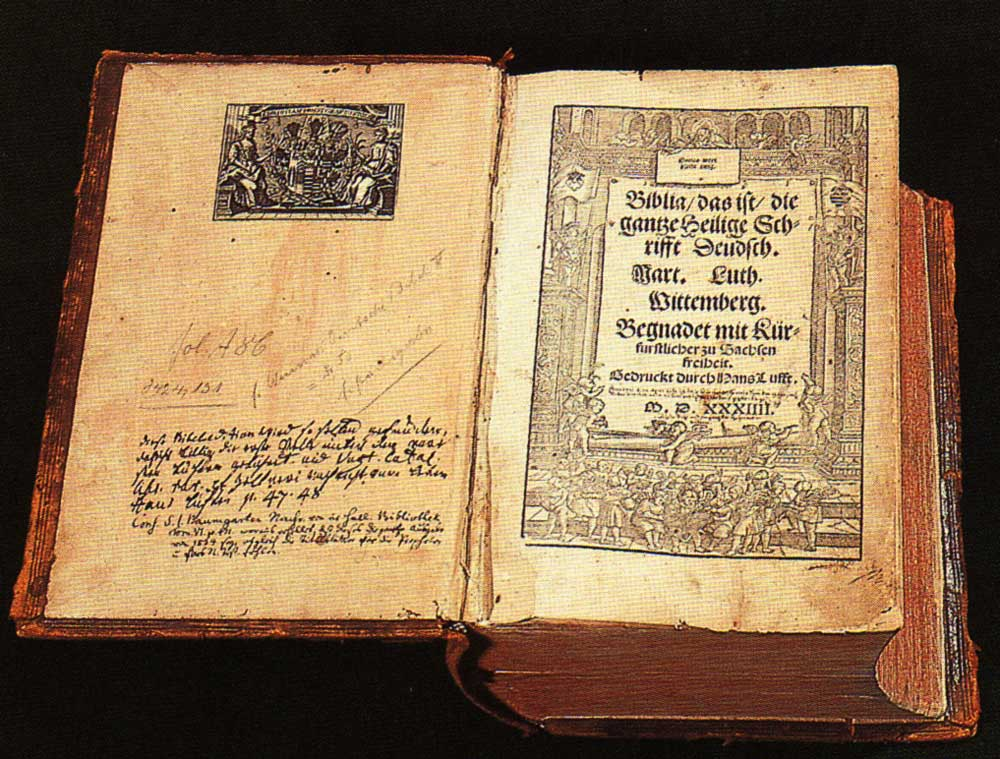
النسخة الأصلية لترجمة لوثر للكتاب المقدس عام 1534.

من الصعب القول أن الكنيسة البروتستانتية هي كنيسة ذات فكر واحد بل من المستحيل قول ذلك، فكنيسة مارتن لوثر قريبة جداً من الكنيسة الكاثوليكية والأرثوذكسية ولكنها تعتقد أنها أُصْلِّحَت حسب رأي لوثر الشخصي وتؤمن بتحول الخبز والنبيذ إلى جسد المسيح والكثير من الطقوس واللاهوت الكاثوليكي.
أما الفكر الذي نشره جون كالفن فهو من يروج فكرة عدم فقدان الخلاص وأنه لا حاجة إلى كنيسة بل الكنيسة هي غير مرئية، ومنه تفرعت أفكار كنائس مختلفة مثل الكنيسة المعمدانية التي تؤمن أن الإنسان مخلص فقط بنعمة المسيح ولكن الكنيسة الانغليكانية التي تعتبر أيضا جزء من الحركة البروتستانتية هي الكنيسة الكاثوليكية التي لا تعترف بسلطة البابا، الكنيسة الميثودية هي الكنيسة الأنغليكانية التي أُصْلِّحَت وهي نفسها انقسمت لأكثر من تيار وكثير منها يعتمد على التفسير الشخصي.

## المعتقدات

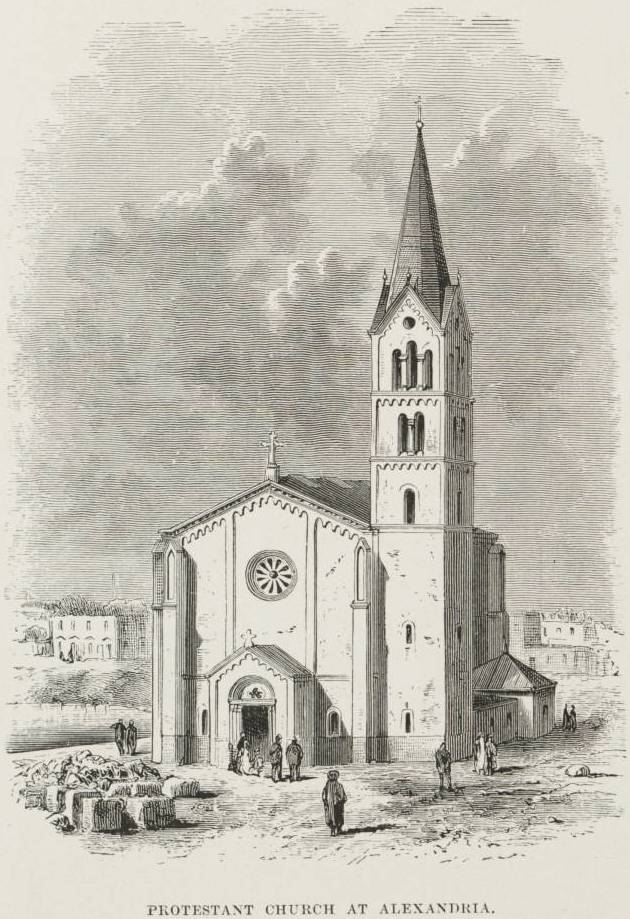
كنيسة بروتستانتية في الإسكندرية سنة 1878م

والبروتستانت هي كلمة معناها المحتجين.
ومن أهم ميزات البروتستانت عن الطوائف المسيحية:
- الإيمان بأن الكتاب المقدس فقط، وليس البابوات ولا التقاليد، هو مصدر المسيحية.
- إجازة قراءة الكتاب المقدس لكل أحد، كما له الحق بفهمه دون الاعتماد في ذلك على فهم بابوات الكنيسة.
- عدم الإيمان بـالأسفار الأبوكريفا السبعة.
- عدم الاعتراف بسلطة البابا وحق الغفران وبعض عبادات وطقوس الكنيسة الكاثوليكية.
- يعتبر اللوثريون أن الخلاص لا يأتي بالأعمال الصالحة بل بالإيمان بيسوع المسيح مخلصاً وفاديا، أما الأعمال فإنها واجبه بعد الخلاص (سولا فيدي)أما عند الكالفينية فالشخص مخلص بنعمة المسيح فقط.
- لكل كنيسة بروتستانتية استقلالها التام.
- يمنع البروتستانت الصلاة بلغة غير مفهومة كالسريانية والقبطية في الكنيسة، ويرونها واجبة باللغة التي يفهمها المصلون.
- يرحب البروتستانت بزواج القساوسة ويرون انه ليس من الضروري أن يكون القس بتولا.

ويتفق البروتستانت مع الكاثوليك في انبثاق الروح القدس من الأب والابن كما يوافقونهم في أن للمسيح طبيعتين (إلهية وبشرية) ومشيئتين.

## المذاهب البروتستانتية

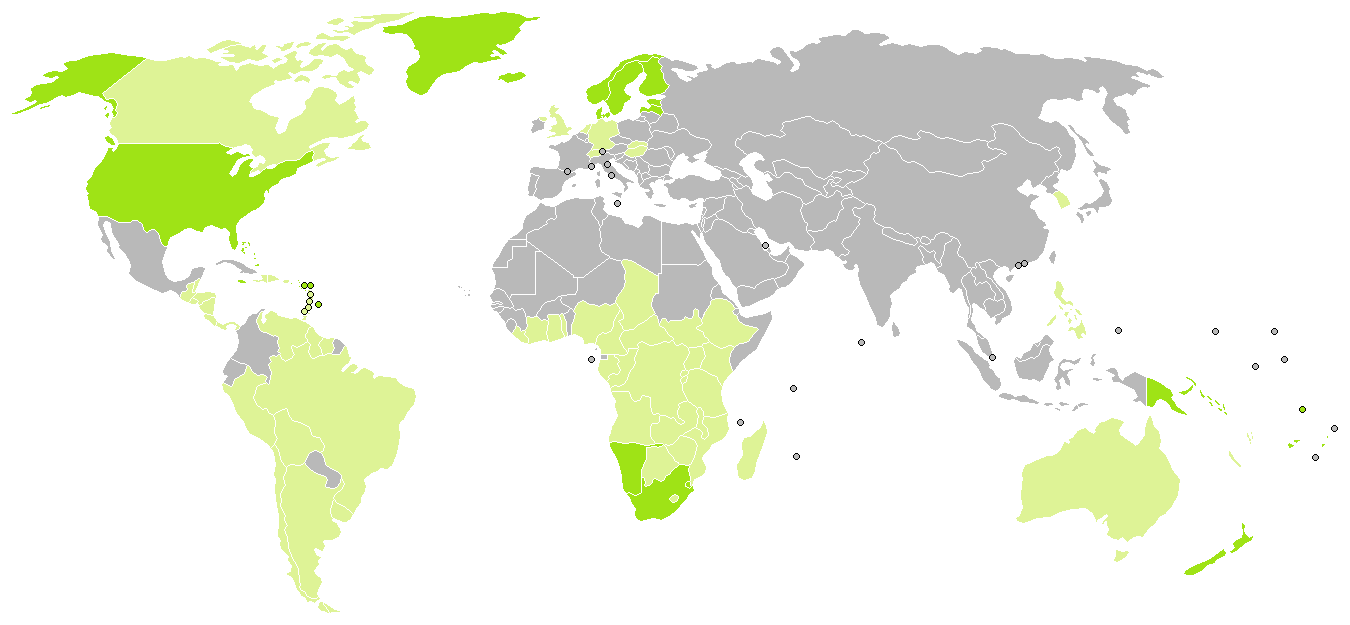
البروتستانت في العالم (بالإضافة إلى الانجليكانية)
الديانة السائدة (أكثر من 50%)
أقلية دينية كبيرة (أكثر من 10%)

يتوزع البروتستانت بالمجمل على سبعة عائلات وهي الأدفنست، والأنجليكانيّة، والمعمدانيّة، وكنائس الإصلاح، واللوثرية، والميثودية والخمسينية. ولتبسيط الأمر يمكن أن نتكلم على عدة تيارات داخل البروتستانتية:-
1- تيار اللوثرية؛ ويبلغ عدد الأتباع حوالي 70 مليون شخص، تشكل اللوثرية الديانة الغالبة في ألمانيا والدول الإسكندنافية وناميبيا ولها حضور تاريخي ذو شأن في إستونيا ولاتفيا؛ وعلى الرغم من أن ناميبيا هي الدولة الوحيدة ذات الغالبيّة اللوثريّة خارج القارة الأوروبية الا أن اللوثرية تنتشر أيضًا في كافة أنحاء دول العالم.
- اللوثرية الاورثدوكسية أي اللوثرية التقليدية
- الكنيسة العليا (أي المحافظة على التقاليد)
- اللوثرية الحديثة

2- التيار الكالفيني أو الإصلاحيّ؛ وهي كنائس تتبنّى لاهوت المصلح الفرنسي جان كالفن يعتنقها حوالي 75 مليون نسمة، لها حضور تاريخي وثقافي ذو شأن في سويسرا وهولندا واسكتلندا فضلًا عن الولايات المتحدة ولهذا المذهب قاعدة اجتماعية عريضة راسخة في الطبقات الوسطى والعليا ذات النفوذ الاقتصادي والسياسي والثقافي في الولايات المتحدة، وهي من المذاهب الرئيسية للواسب فضلًا هناك حضور مميز للكالفينية في إندونيسيا وكوريا الجنوبية ودول شتى في أوقيانوسيا.
- الكنيسة الكالفينية
- الكنيسة المشيخية
- الأبرشانيّة

3- الكنيسة المعمدانية؛ وتتصدر أكبر المذاهب البروتستانتية وذلك بحوالي 100 مليون، ويتواجد أغلب أتباعها في أمريكا الشمالية، وأفريقيا وآسيا.
4- التيار الانغليكاني؛ وتعتبر الكنيسة الأنجليكانية وفقًا لإحصائيات مختلفة ثاني أكبر المذاهب البروتستانتية ويعتنقها 85 مليون شخص وهي المذهب الغالب في المملكة المتحدة وتشكل المذهب الرئيسي لجزء كبير من السكان في دول مختلفة منها كندا، وأستراليا، ونيوزيلندا، وجنوب أفريقيا فضلًا عن عدد من الدول الأفريقية وجزر الكاريبي.
- كنيسة إنجلترا
- الكنيسة الأسقفية
- الاتحاد الانغليكاني

5- الكنائس الميثودية؛ ويصل عدد المنتمين حوالي 70 مليون، العدد الأكبر منهم متمركز في أمريكا الشماليّة وأفريقيا وآسيا ويُذكر أن تونغا الدولة الوحيدة في العالم فيها الميثودية هي الديانة السائدة.
- الكنيسة الميثودية الأولية
- الميثودية المتحدة

6- الأدفنتست؛ وتصل أعدادهم إلى حوالي 17 مليون ويتوزعون بشكل رئيسي في الولايات المتحدة وأفريقيا ودول أمريكا الجنوبية.
7- الكنائس الخمسينية؛ ويبلغ عددها حوالي 280 مليون. يتوزعون في كافة أنحاء العالم وبشكل خاص في أمريكا الجنوبية وأفريقيا وآسيا.

## تاريخ

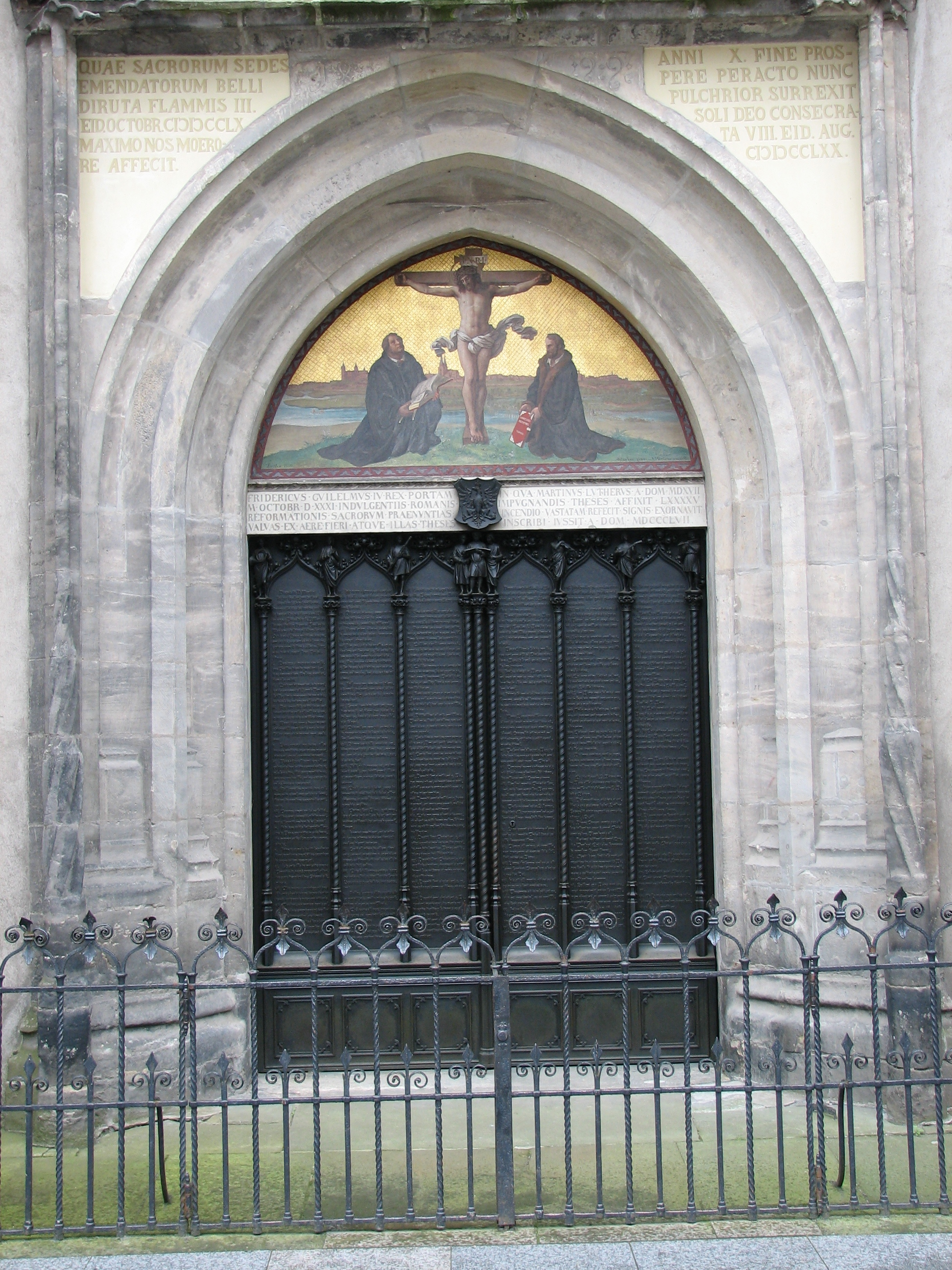
باب كنيسة جميع القديسين في فيتنبرغ، والتي علق لوثر على بابها القضايا الخمس والتسعين، في 31 أكتوبر 1517، والتي شكلت بداية الإصلاح.

### خلفية الإصلاح البروتستانتي
انبثقت معظم الطوائف البروتستانتية من حركة الإصلاح الديني المعروفة التي قامت في أوروبا، ولكن بعضها أُسِّسَت قبل ذلك كالكنيسة المورافية. وتمثل حركة الإصلاح قمة الدعوة إلى التجديد داخل الكنيسة الرومانية الكاثوليكية التي كان من معالمها ترجمة الكتاب المقدس من اللاتينية إلى اللغات المحلية، مما جعل التعاليم المسيحية في متناول كثير من الناس، ورغَّب في العودة إلى القيم والبساطة التي اتسمت بها المسيحية في عهودها الأولى. ثم ظهرت سلسلة من الحركات الدينية التي التقت جميعها في رفضها لسلطة البابا المركزية، ولكنها اختلفت فيما بينها نتيجة لعوامل ثقافية وجغرافية وسياسية ودينية. ويمكن تقسيم تلك الحركات جميعًا إلى خمس مجموعات.

### حركة الإصلاح اللوثري والكالفيني

خريطة تبين مدى انتشار البروتستانتية في أوروبا (اللون الارزق) مقابل الدول الكاثوليكية (اللون الزيتي)، عقب الإصلاح البروتستانتي.

الحركات الإصلاحية المحافظة في القرن السادس عشر. تضم هذه الحركات جماعات انشقت عن الكنيسة الكاثوليكية ولكنها احتفظت بكثير من العقائد الأساسية لتلك الكنيسة ومن بين هذه الحركات وفقًا لتاريخ ظهورها: اللوثرية وقد أُسِّسَت وفقًا لتعاليم مارتن لوثر، وتعد من أوائل وأكبر الحركات البروتستانتية التي انتشرت بسرعة شديدة في شمالي ألمانيا وبين الأمم الإسكندينافية خلال العشرينيات من القرن السادس عشر. ويتفق اللوثريون عمومًا على أهمية الإيمان بسُلْطة الكتاب المقدس، ولكنهم اختلفوا اختلافًا كبيرًا، على شكل الطقوس وحكومة الكنيسة، وأدت تلك الاختلافات إلي نشأة طوائف عديدة. وهناك أيضًا الإصلاحية أو المشيخية وقد تطورت بدرجة كبيرة من تعاليم اثنين من المصلحين؛ زوينجلي هولدريتش (1484-1532م) وجون كَالْفِن (1509-1564م). ففي عشرينيات القرن السادس عشر شجع زوينجلي على القيام بإصلاحات أكثر تطرفاً من إصلاحات لوثر. وقد أثرت تعاليمه، بدرجة كبيرة في كل من إنجلترا وفرنسا وهولندا واسكتلندا، وعرف أتباعه في إنجلترا باسم البيوريتان (المتطهرين) وفي فرنسا باسم الهوغونيين. كما عمل جون نكس على إدخال تعاليم كَالْفِن إلى اسكتلندا.

### الإصلاح الإنجليزي

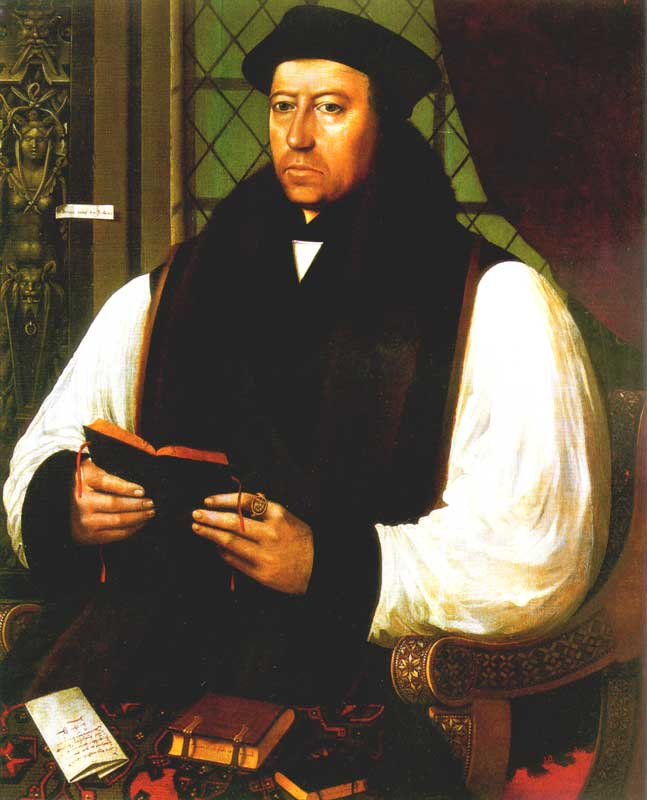
توماس كرانمر (1489–1556)، رئيس اساقفة كانتربري والمحرر الرئيسي ولاول وثاني كتاب صلاة في عهد هنري الثامن.

أما الأنجليكانية أو الأسقفية، فقد بدأت في إنجلترا نتيجة لقانون السيادة لعام 1534م الذي أعلن فيه الملك هنري الثامن استقلاله عن البابا.وأصبح بذلك الرأس الأعلى للكنيسة في إنجلترا، ورغم أنه ظل كاثوليكيًا، ولم يشجع أفكار البروتستانت مثلهم، فإنه أمر بترجمة الكتاب المقدس إلى اللغة الإنجليزية. ونتيجة لذلك وبعد جدال طويل وسفك للدماء، تأسست الكنيسة الإنجيلية في إنجلترا. وفي عام 1559م أسست الملكة إليزابيث الأولى نموذجًا معتدلاً من البروتستانتية عرف فيما بعد بالأنجليكانية.
الحركات الإصلاحية الراديكالية في القرنين السادس عشر والسابع عشر.
اختلفت بعض الفرق الدينية الصغيرة عن كل من الكنيسة الكاثوليكية والكنائس البروتستانتية الكبيرة. وقد رأى هؤلاء أن المصلحين البروتستانت المحافظين لم يذهبوا إلى المدى الكافي في إصلاح الكنيسة الكاثوليكية، ومن ثم رفضوا تلك الإصلاحات المحافظة وكونوا طقوس عبادة خاصة بهم.ومن تلك الحركات المتطرفة المطالبون بتجديد العماد والكويكرز، وكذلك الانفصاليون والكويكرز.

### البروتستانتية بعد القرن السابع عشر
حركات الكنيسة الحرة في القرنين السادس عشر والسابع عشر.
تتكون هذه المجموعة من حركتين تطورتا من كنائس المتطرفين هما الأبرشانيون (المستقلون) والمعمدانيون. والواقع أنه خلال السنوات الأخيرة من القرن السادس عشر عارضت طوائف من البيوريتان بعض سياسات الكنيسة الأنجليكانية، وانفصلوا عنهم لشعورهم بعدم إمكانية إصلاحها من الداخل. وعرفوا بالانفصاليين ثم أصبحوا يعرفون بالأبرشانيين المستقلين؛ لإيمانهم باستقلال كل جماعة محلية وحقها في إدارة كنيستها. وقاد القس جون سميث الإنجليزي جماعة من الانفصاليين إلى هولندا، ودعا إلى تعميد الكبار فقط، ممن يستطيعون التعبير عن معتقداتهم، وسميت جماعته بالمعمدانيين. وقد انتشرت حركات الكنيسة الحرة في مستعمرات أمريكا، فأنشأ وليم بروستر هو وجماعة انفصالية، مستعمرة بليموث عام 1620م، كما أنشأ القائد الديني روجر وليامز كنيسة معمدانية في بروفدنس في مستعمرة رود آيلاند. وفي بداية القرن العشرين أصبح المعمدانيون أكبر طائفة بروتستانتية في الولايات المتحدة الأمريكية.
حركة الميثوديست في القرن الثامن عشر.
تطورت بشكل رئيسي من حركة دعاة التقوى التي بدأت في أوروبا خلال القرن السابع عشر. وقد أكدت حركة دعاة التقوى على أهمية الورع والتقوى الشخصية والأخلاق بوصفها تعبيرًا حقيقيا عن العقيدة.
وفي بداية القرن الثامن عشر، بدأ رجل الدين الإنجليزي جون ويزلي حركة إصلاح في الكنيسة الأنجليكانية تؤكد على ضرورة التجربة الدينية الشخصية، ولم يقتنع باستجابة الأنجليكان لإصلاحاته. ومن ثم نظم عام 1744م حركة المنهجيين، التي نمت بسرعة في إنجلترا وانتشرت في وقت متأخر في الولايات المتحدة.
حركة الوحدة في القرنين التاسع عشر والعشرين.
منذ منتصف القرن التاسع عشر أظهر كثير من المسيحيين، ومن بينهم البروتستانت الرغبة في تجاوز خلافاتهم، وظهرت الدعوة إلى توحيد طوائف البروتستانت، وإلى الاتحاد بينهم وبين الأرثوذكس والكاثوليك.
وفي عام 1846م أنشئ التحالف الإنجيلي لإتاحة الفرصة للحوار والصداقة بين المسيحيين. وفي منتصف القرن التاسع عشر، أُنشئت جمعية الشباب المسيحيين للرجال والنساء. وفي عام 1895م دعا الاتحاد العالمي للطلاب المسيحيون الجامعييون بعض الطلاب للبحث عن طرق نشر المسيحية بين الطلاب.
ومع بداية القرن العشرين، أصبح الاتجاه نحو وحدة المسيحيين يعرف بالحركة المسكونية. وفي عام 1948م. كون قادة الكنائس مجلس الكنائس العالمي، وهي المنظمة التي تعمل على التعاون والوحدة بين جميع الكنائس في العالم. وفي عام 1965م عبّر البابا بولس السادس في خطابه في نهاية مجمع مسكوني يعرف بمجمع الفاتيكان الثاني عن الحاجة إلى الوحدة بين المسيحيين. وقد رحب كثير من من البروتستانت ومسيحيون آخرون بعبارات البابا عن روح الوحدة في ذلك المجمع.

## الفروع الرئيسية
يمكن التمييز بين البروتستانت وفقًا لكيفية تأثرهم بحركات مهمة منذ الإصلاح، والتي تعتبر اليوم فروعاً. بعض هذه الحركات لها سلالة مشتركة، وفي بعض الأحيان تفرخ مباشرةً طوائف فردية. نظراً للعديد من الطوائف المعلنة سابقاً، يناقش هذا القسم فقط أكبر الأسر أو الفروع المذهبية، والتي تعتبر على نطاق واسع جزءاً من البروتستانتية. هذه هي، الأدفنست، والأنجليكانيّة، والمعمدانيّة، وكنائس الإصلاح، واللوثرية، والميثودية والخمسينية. وتناقش أيضاً فرع صغيرة ولكنها ذات أهمية تاريخية.
يوضح الرسم البياني أدناه العلاقات المتبادلة والأصول التاريخية للعائلات الرئيسية البروتستانتية أو أجزائها. نظراً لعوامل مثل «الإصلاح المضاد» والمبدأ القانوني "Cuius regio, eius religio"، فقد مارس العديد من الناس إيمانهم بسريَّة، حيث كانت انتماءاتهم الدينية المعلنة تتعارض بشكل أو بآخر مع الحركة التي يتعاطفون معها. ونتيجة لذلك، لا تفصل الحدود بين الطوائف بشكل واضح كما يشير هذا المخطط. حيث عندما تم قمع السكان أو اضطهادهم للتظاهر بالالتزام بالإيمان المهيمن، استمروا عبر الأجيال في التأثير على الكنيسة التي التزموا بها خارجياً.
نظرًا لأن الكالفينية لم يكن معترف بها على وجه التحديد في الإمبراطورية الرومانية المقدسة حتى عام 1648 من صلح وستفاليا، فقد عارس العديد من الكالفينيين معتقدهم بسريَّة. بسبب عمليات القمع المرتبطة في الإصلاح المُضاد في الأراضي الكاثوليكية خلال القرنين السادس عشر والتاسع عشر، عاش العديد من البروتستانت كبروتستانت متخفين. وفي الوقت نفسه، في المناطق البروتستانتية، مارس الكاثوليك في بعض الأحيان معتقداتهم بسرية، وعلى الرغم من أن الهجرة في أوروبا القارية كانت أكثر جدوى لذلك كان هذا أقل شيوعاً.

الفُروع والفرق الرئيسيَّة في الپروتستانتيَّة.

### الأدفنتست
ظهرت حركة الأدفنتست في القرن التاسع عشر في سياق إحياء الصحوة الكبرى الثانية في الولايات المتحدة. يشير الاسم إلى الإيمان بالمجيء الثاني الوشيك ليسوع. بدأ ويليام ميلر حركة الأدفنتست في عقد 1890، وأصبح أتباعه يُعرفون باسم الميلرية.

## الحركات بين الطوائف
هناك أيضاً حركات مسيحية عابرة للطائفية وحتى الفروع، ولا يمكن تصنيفها على نفس المستوى المذكور سابقاً. والإنجيلية هي مثال بارز على ذلك. بعض هذه الحركات تنشط حصرياً داخل البروتستانتية، وبعضها على المستوى المسيحي. أحياناً ما تكون الحركات العابرة للطوائف قادرة على التأثير على أجزاء من الكنيسة الرومانية الكاثوليكية، مثلها مثل الحركة الكاريزمية التي تهدف إلى دمج المعتقدات والممارسات المشابهة لعقائد الخمسينية في مختلف فروع المسيحية. في بعض الأحيان تُعتبر الكنائس الكاريزمية الجديدة مجموعة فرعية من الحركة الكاريزمية. يُوضَع كلاهما تحت علامة مشتركة من المسيحية الكاريزمية (أو ما يسمى بالتجدد)، جنباً إلى جنب مع الخمسينية. غالباً ما تتبنى الكنائس غير الطائفية والكنائس المنزلية المُختلفة، إحدى هذه الحركات.
عادةً ما تتأثر الكنائس الكبرى بالحركات ما بين الطوائف. على مستوى العالم، تُعد هذه التجمعات الكبيرة بمثابة تطور هام في المسيحية البروتستانتية. في الولايات المتحدة، تضاعفت هذه الظاهرة أكثر من أربعة أضعاف في العقدين الماضيين. وانتشرت منذ ذلك الحين في جميع أنحاء العالم.
يوضح الرسم البياني أدناه العلاقات المتبادلة والأصول التاريخيَّة للحركات الرئيسيَّة بين الطوائف وغيرها من التطورات داخل البروتستانتية.

الرابط بين الحركات بين الطوائف وغيرها من التطورات داخل البروتستانتية.

### الإنجيلية
الإنجيلية أو البروتستانتية الإنجيلية،  هي حركة عالمية عبر الطائفية تؤكد أن جوهر الإنجيل يتكون في عقيدة الخلاص بالنعمة من خلال الإيمان في الخلاص بيسوع.
الإنجيليين هم مسيحيين يؤمنون بمركزية عملية التحويل أو «الولادة من جديد» في تلقي الخلاص، ويؤمنون بسلطة الكتاب المقدس باعتباره وحي من الله للبشرية ولديهم التزام قوي بالتبشير أو مشاركة الرسالة المسيحية.
اكتسبت الحركة زخماً كبيراً في القرنين الثامن عشر والتاسع عشر مع ظهور الميثودية والصحوة الكبرى في بريطانيا وأمريكا الشمالية. وعادةً ما تعود أصول الإنجيليين إلى حركة الميثودية الإنجليزية، ونيكولاوس زايزندورف، والكنيسة المورافية، والتقويَّة اللوثريَّة، والمشيخية والتطهيرية. وكان من بين القادة والشخصيات الرئيسية في الحركة الإنجيلية البروتستانتية كل من جون ويزلي، وجورج وايتفيلد، وجوناثان إدواردز، وبيلي غراهام، وهارولد جون أوكينغا، وجون ستوت، ومارتن لويد جونز.
هناك ما يقدر بنحو 285,480,000 من الإنجيليين في العالم، أي ما يعادل 13% من مجمل المسيحيين في العالم وحوالي 4% من إجمالي سكان العالم. الأمريكتان وأفريقيا وآسيا هي موطن غالبية الإنجيليين. لدى الولايات المتحدة أكبر تركيز للإنجيليين. وتكتسب الإنجيلية شعبية في كل من العالم الناطق باللغة الإنجليزية وخارجه، وخاصةً في أمريكا اللاتينية والعالم النامي.

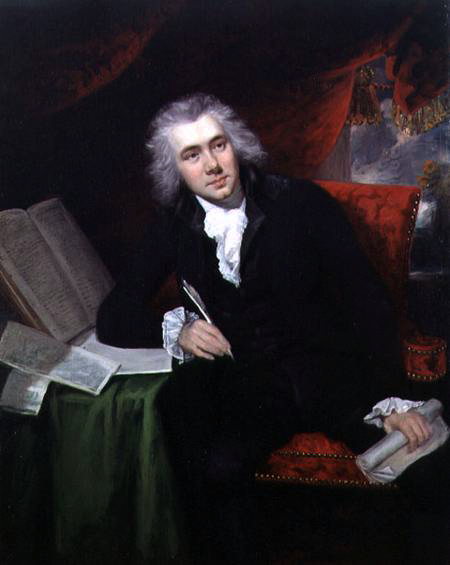
ويليام ويلبرفورس، وهو بريطاني إنجيلي أحد رواد إلغاء الرق.
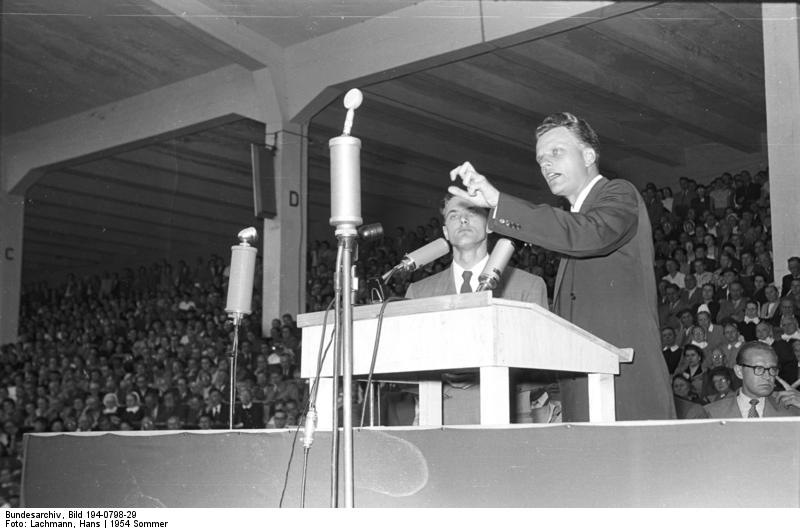
بيلي غراهام، إنجيلي بارز، يبشر في دويسبورغ بألمانيا عام 1954.
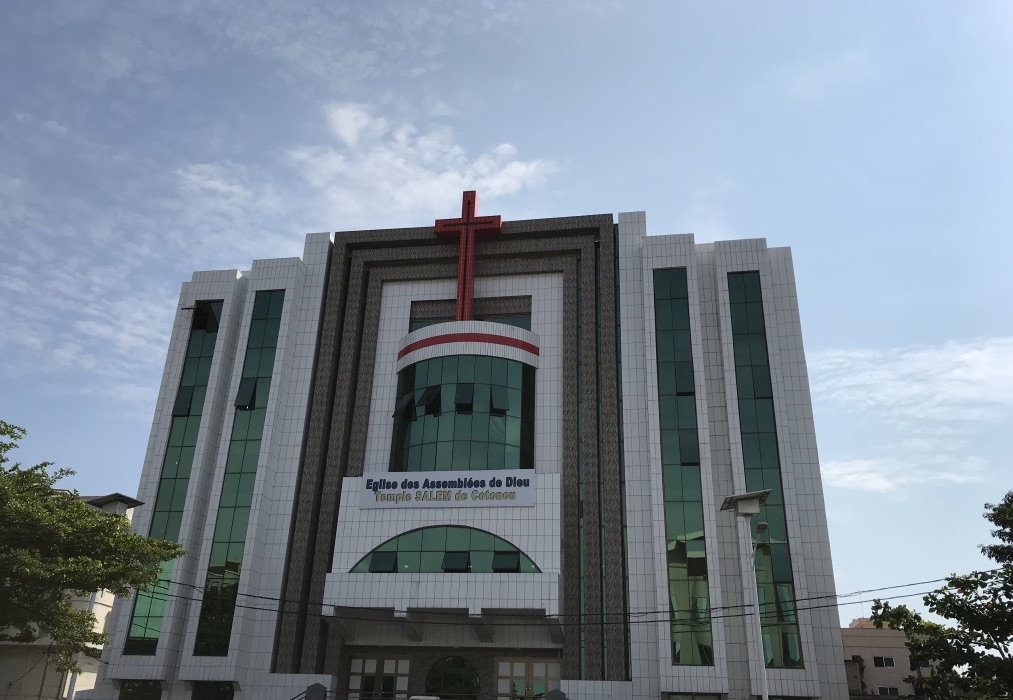
كنيسة جمعيات الله - معبد سالم في كوتونو، بنين.

### الحركة الكاريزماتية
الحركة الكاريزماتية هي اتجاه عالمي للتجمعات السائدة تاريخياً والتي تتبنى معتقدات وممارسات مشابهة لعقائد الخمسينية. من أساسيات الحركة هو استخدام المواهب الروحية، بدأت الحركة بين البروتستانت في عقد حوالي عام 1960.
في الولايات المتحدة، يُشار إلى الأسقفية دينيس بينيت في بعض الأحيان باعتبارها واحدة من الكنائس النافذة للحركة الكاريزماتية. في المملكة المتحدة، كان كل من كولن أوركهارت، ومايكل هاربر، وديفيد واتسون، وآخرون في طليعة التطورات المماثلة. حضر مؤتمر جامعة ماسي في نيوزيلندا عام 1964 العديد من الأنجليكان، بمن فيهم القس راي مولر، والذي ذهب لدعوة بينيت إلى نيوزيلندا في عام 1966، ولعب دوراً رائداً في تطوير وتعزيز حلقات «الحياة في الروح». ومن قادة الحركة الكاريزماتية الآخرين في نيوزيلندا بيل سوبريتزكي.
قام لاري كريستنسون، عالم اللاهوت اللوثري المقيم في سان بيدرو في كاليفورنيا، بعمل الكثير في عقد 1960 وعقد 1970 لتفسير الحركة الكاريزماتية بين اللوثريين. وعقد مؤتمر سنوي ضخم بشأن هذه المسألة في منيابولس. وأصبحت التجمعات اللوثرية الكاريزماتية في منيابولس كبيرة ومؤثرة خصوصًا؛ خاصةً «هوشعنا!» في ليكفيل، وشمال هايتس في سانت بول. يتجمع الجيل القادم من الشخصيات الكاريزماتية اللوثرية حول تحالف كنائس التجديد. هناك نشاط اكاريزماتي كبير بين القادة اللوثريين الشباب في ولاية كاليفورنيا حول حدث سنوي في كنيسة روبنوود في هنتنغتون بيتش. لعب ريتشارد أ. جينسين، من خلال كتاباته، دوراً رئيسياً في فهم اللوثرية للحركة الكاريزماتية.
في الكنائس الأبرشانيَّة والكنيسة المشيخية التي تعتنق اللاهوت الكالفيني أو الإصلاحي، هناك آراء متباينة بشأن استمرار أو وقف المواهب في الوقت الحاضر (الكاريزماتية) للروح. عمومًا، ومع ذلك، فإن الكاريزماتية الإصلاحية تنأى بنفسها عن حركات التجديد ذات الميول التي يمكن اعتبارها مفرطة العاطفة. ومن الطوائف الكاريزماتية الإصلاحيَّة البارزة هي كنائس النعمة السيادية وجميع الأمم في الولايات المتحدة.
أقلية من الأدفنتست اليوم هي كاريزماتية، وترتبط ارتباطاً وثيقاً بأولئك الذين يحملون معتقدات الأدفنتست «التقدمية». في العقود الأولى لتاريخ الطائفة كانت الظواهر الكاريزماتية شائعة.

### الكنائس الكاريزمية الجديدة
تمثل الكنائس الكاريزمية الجديدة فئة من الكنائس في حركة التجديد المسيحي. تشمل الكنائس الكاريزمية الجديدة الموجة الثالثة، لكنها أوسع. والآن يشكل أعداد أتباعها أكبر من أتباع الخمسينية (الموجة الأولى) والكاريزمية (الموجة الثانية) مجتمعة، وذلك بسبب النمو الملحوظ لمجموعات الكاريزمية ما بعد الطائفية والمستقلة.
يؤمن أتباع الكنائس الكاريزمية الجديدة بنعمة الروح القدس بعد الكتاب المقدس، بما في ذلك التكلم بألسنة، والشفاء، والنبوة. ويتدربون على وضع الأيدي. ومع ذلك، قد لا تكون تجربة محددة من المعمودية مع الروح القدس ضرورية لتجربة مثل هذه المواهب. لا يوجد شكل واحد أو هيكل أو أسلوب لخدمة الكنيسة يميز جميع الخدمات والكنائس الكاريزمية الجديدة.
حُدِّدَت حوالي تسعة عشر ألف فئة، مع ما يقرب من 295 مليون فرد من أتباعها، على أنها كنائس كاريزمية جديدة. وتوجد عادات وممارسات كاريزمية جديدة في العديد من التجمعات المستقلة أو غير الطائفية أو ما بعد الطائفية، مع قوة الأعداد والديموغرافية التي تتركز في الكنائس الأفريقية المستقلة، وبين حركة الكنائس المنزلية الصينية الهانية، وفي كنائس أمريكا اللاتينية.

## التطورات البروتستانتية الأخرى
ظهرت الكثير من الحركات والأفكار الأخرى التي يجب تمييزها عن الحركات والفروع المنتشرة على نطاق واسع داخل المسيحية البروتستانتية. البعض منها ما تزال حاضرة حتى الآن. وظهرت آخرى خلال القرون التالية للإصلاح واختفت تدريجياً مع مرور الوقت، مثل الكثير من الحركات التقويَّة. الهم البعض منها ما وراء البعد الطائفي الحالي، مثل الإنجيلية التي لها أساس في المسيحية الأصولية.

### الأرمينيانية

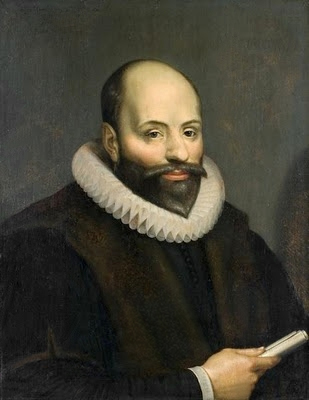
كان جاكوب أرمينيوس لاهوتياً إصلاحياً هولندياً، حيث أثرت وجهات نظره على أجزاء من البروتستانتية. لا يزال هناك مجتمع صغير من الريمونسترانتيين في هولندا.

تعتمد نظرية الأرمينيانية على الأفكار اللاهوتية لعالم اللاهوت الإصلاحي الهولندي جاكوب أرمينيوس (1560-1609) ومؤيديه التاريخيين المعروفين باسم الريمونسترانتيون. وتمسك تعاليمه بالخمسة سولا الإصلاحيَّة، ولكنها كانت مختلفة عن تعاليم مارتن لوثر وهولدريخ زوينكلي وجان كالفن وغيرهم من الإصلاحيين البروتستانت. كان جاكوب أرمينيوس طالباً لثيودور بيزا في جامعة اللاهوت بجنيف. من المعروف أن الأرمينية هي تنويع السوتريولوجيا للكالفينية. ومع ذلك، بالنسبة للآخرين، الأرمينيانية هو استصلاح للإجماع اللاهوتي للكنيسة في وقت مبكر. تم توضيح الأرمينيانية الهولندية في الأصل في كخطوة احتجاجية (1610)، من خلال بيان لاهوتي وقعه 45 قساً وقدم إلى برلمان هولندا. تأثرت العديد من الطوائف المسيحية بوجهات النظر الأرمينيانية حول إرادة الإنسان التي حُرِّرَت بالنعمة قبل التجديد، لا سيما الكنيسة المعمدانية في القرن السادس عشر، والميثودية في القرن الثامن عشر والأدفنتست في القرن التاسع عشر.
عادة ما تُعرَّف المعتقدات الأصلية لجاكوب أرمينيوس نفسه باسم الأرمينيانية، ولكن على نطاق أوسع، قد يشمل المصطلح تعاليم هوغو غروتيوس، وجون ويزلي، وغيرهم أيضاً. الأرمينيانية الكلاسيكية والأرمينيانية الويسلية هي المدرستين الرئيسيتين لهذا الفكر. وغالباً ما تكون الأرمينيانية الويسلية متطابقة مع الميثودية. يشترك النظام كالفيني والأرمينياني في التاريخ والعديد من العقائد وتاريخ اللاهوت المسيحي. ومع ذلك، بسبب اختلافاتهم حول عقيدة القدر والاصطفاء، ينظر الكثير من الأشخاص إلى أن هذه المدارس الفكريَّة تعارض بعضها البعض. باختصار، يمكن ملاحظة الاختلاف في النهاية ما إذا كان الله يسمح لرغبته في إنقاذ الجميع أن يقاوم بإرادة الفرد (في العقيدة الأرمينيانية) أو إذا كانت نعمة الله لا تُقاوم ومقتصر على البعض فقط (في العقيدة الكالفينيَّة). يؤكد بعض الكالفينيين أن المنظور الأرمينياني يُقدم نظام تآزري للخلاص وبالتالي ليس فقط بالنعمة، بينما يرفض الأرمينيانيين هذا الإستنتاج بحزم. يعتبر الكثيرون أن الاختلافات اللاهوتية هي اختلافات جوهرية في العقيدة، بينما يرى آخرون أنها بسيطة نسبياً.

### التقوية
كانت التقويَّة حركة مؤثرة داخل اللوثرية التي جمعت مبادئ اللوثرية في القرن السابع عشر مع التركيز الإصلاحي على التقوى الفردية والعيش حياة مسيحية نشطة.
بدأت الحركة في أواخر القرن السابع عشر، ووصلت إلى ذروتها في منتصف القرن الثامن عشر، وتراجعت حتى القرن التاسع عشر، وكانت قد اختفت تقريباً في الولايات المتحدة بحلول نهاية القرن العشرين. بينما تراجعت كمجموعة لوثرية محددة، فإن بعض مبادئها اللاهوتية أثرت على البروتستانتية عمومًا، حيث ألهمت الكاهن الأنجليكاني جون ويزلي لبدء حركة الميثودية وألكساندر ماك لبدء حركة الإخوان وبين القائلون بتجديدية المعمودية.
على الرغم من أنَّ التقويَّة تشترك في التركيز على السلوك الشخصي مع الحركة التطهيرية، وكثيراً ما يُخْلَط بينهما، الأ أن هناك اختلافات مهمة، لا سيما في مفهوم دور الدين في الحكومة.

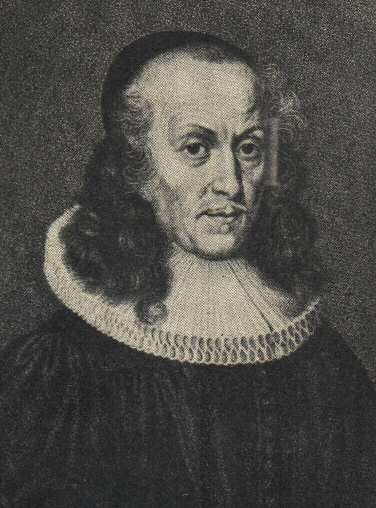
فيليب جاكوب سبينر، رائد ألماني ومؤسس التقويَّة.
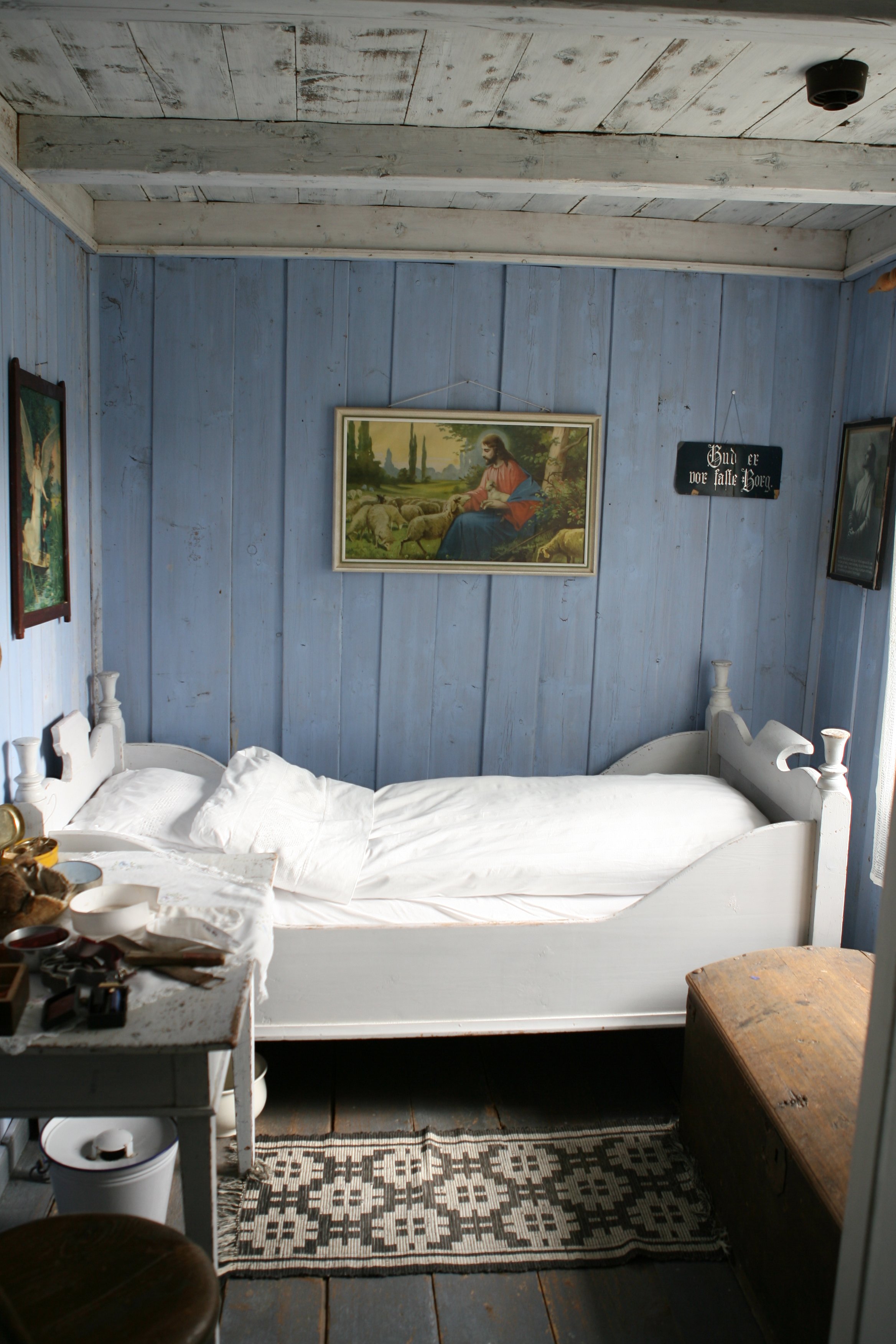
كان للتقويَّة تأثير ثقافي قوي في الدول الإسكندنافية.
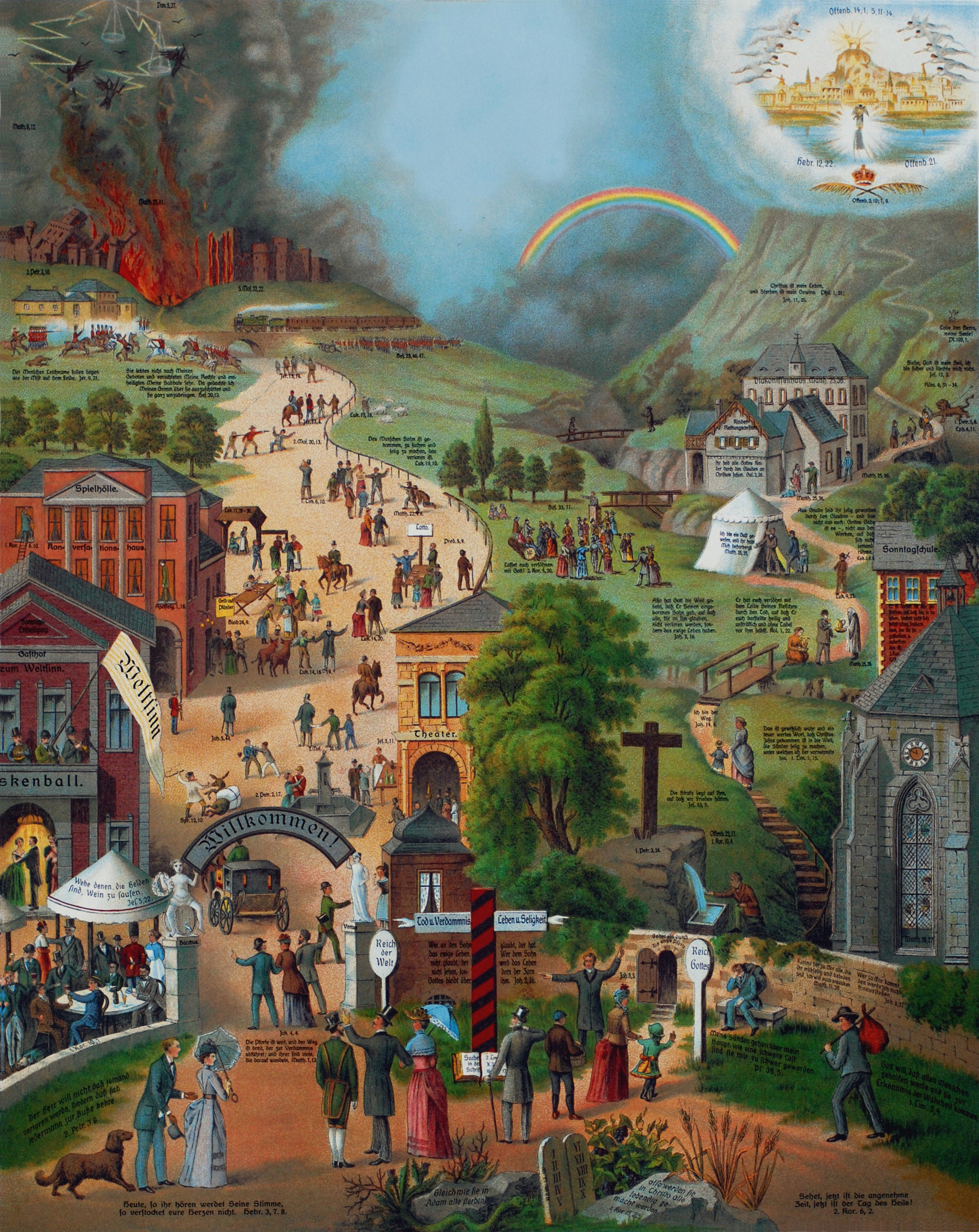
الطريق العريض والضيق، لوحة تُقويَّة ألمانية شهيرة، عام 1866.

### التطهيرية، الخوارج الإنجليز والمنشقون
كانت التطهيرية مجموعة من البروتستانت الإنجليز في القرن السادس عشر والقرن السابع عشر، وسعوا إلى تطهير كنيسة إنجلترا بما اعتبروه ممارسات رومانية كاثوليكية، معتبرين أن الكنيسة قد تم إصلاحها جزئياً فقط. تأسست التطهيرية بعد عودة بعض رجال الدين المنفيين في عهد ماري الأولى ملكة إنجلترا بعد فترة وجيزة من وصول إليزابيث الأولى ملكة إنجلترا عام 1558، كحركة ناشطة داخل كنيسة إنجلترا.
تم منع البيوريتان أو التطهيريين من تغيير شكل الكنيسة القائمة من الداخل، وتم تقييدهم بشدة في إنجلترا من خلال القوانين التي قلصت من حرية ممارسة عقائدهم. ومع ذلك، فقد انتقلت معتقداتهم عن طريق هجرة التجمعات التطهيريَّة إلى هولندا (ثم إلى نيو إنجلاند)، ومن قبل رجال الدين الإنجيليين إلى أيرلندا (ثم إلى ويلز)، وانتشرت بين المجتمعات العادية وأجزاء من النظام التعليمي، وخاصةً في بعض كليات جامعة كامبريدج. واعتنق التطهيريين معتقدات مميزة حول اللباس الديني ومعارضة للنظام الأسقفي، خاصةً بعد استنتاجات سينودس دورتم التي صدرت عام 1619 وقاومهم الأساقفة الإنجليز. لقد تبنوا إلى حد كبير السبت في القرن السابع عشر، وتأثروا بمعتقد الألفيَّة.
لقد تشكلوا، وتحددوا مع الجماعات الدينية المختلفة التي تدعو إلى نقاء أكبر للعبادة والعقيدة، وكذلك التقوى الشخصية والجماعية. تبنى التطهيريين اللاهوت الإصلاحي، لكنهم أيضاً أخذوا بعين الاعتبار الانتقادات الراديكالية لهولدريخ زوينكلي في زيوريخ وجان كالفن في جنيف. في النظام السياسي للكنيسة، دعا البعض إلى الانفصال عن جميع المسيحيين الآخرين، لصالح الكنائس المجمعة المستقلة. أصبحت هذه الفروع الانفصالية والمستقلة التطهيرية بارزة في عقد 1640، عندما لم يتمكن أنصار النظام المشيخي في جمعية وستمنستر العامة من تشكيل كنيسة وطنية إنجليزية جديدة.
كان البروتستانت التطهيريين واللاجئون البروتستانت من أوروبا القارية هم المؤسسون الأساسيون للولايات المتحدة الأمريكية.

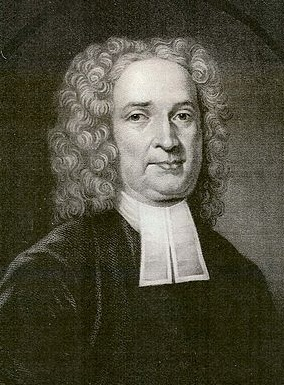
جون كوتون، الذي أثار جدال أنتينوميان مع نظرنه للاهوت النعمة الحرة.
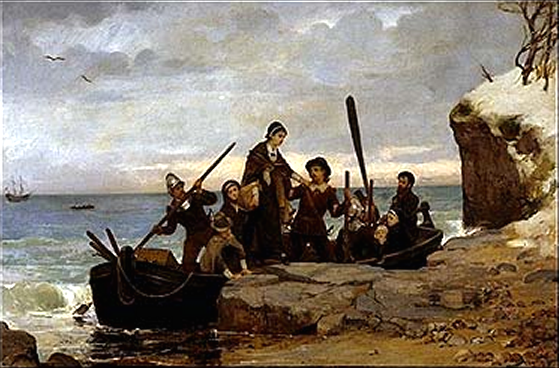
الآباء الحجاج يهبطون في بليموث روك في عام 1620.
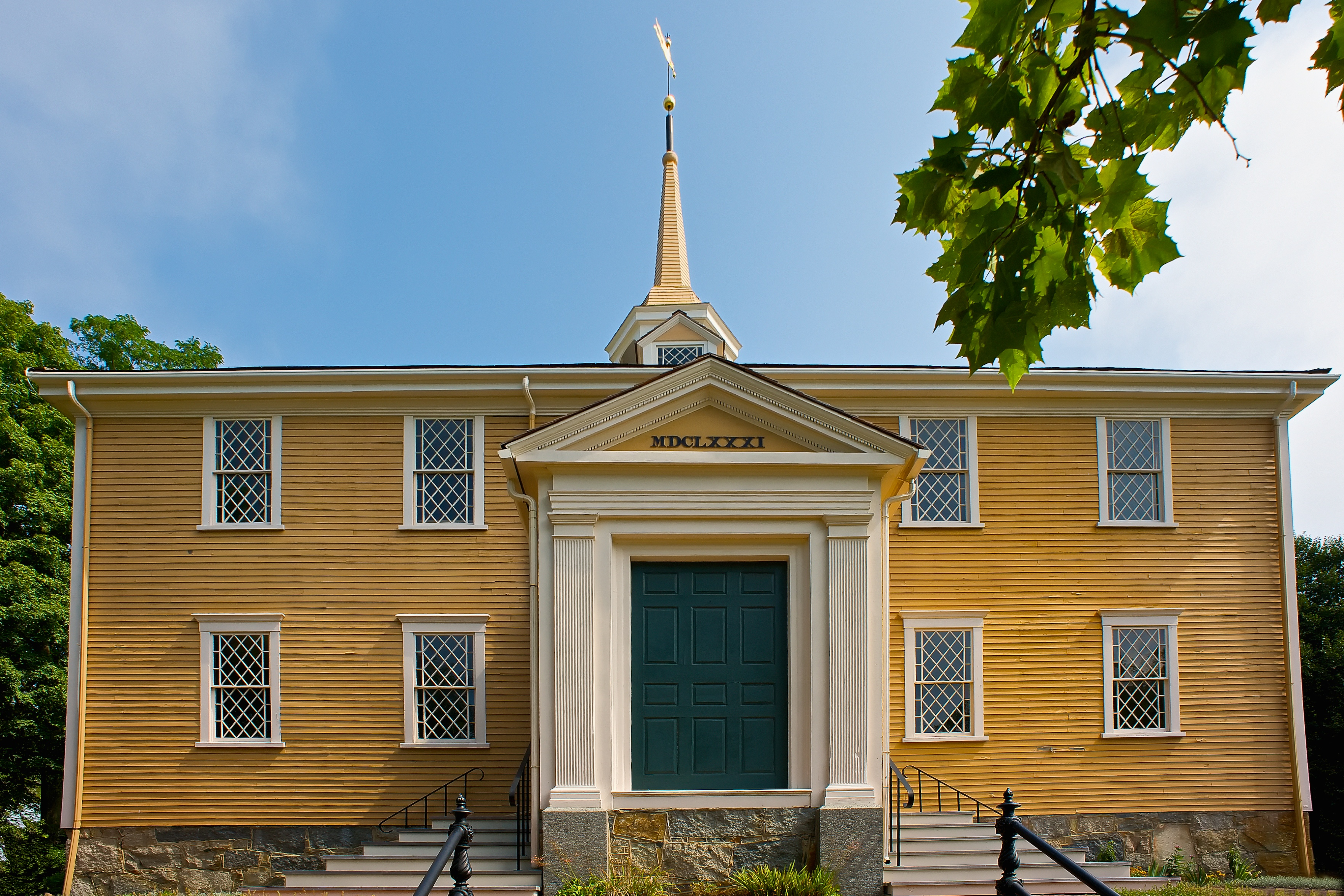
كنيسة السفينة القديمة في هينجهام في ماساتشوستس، بُنيت في عام 1681، وهي أقدم كنيسة في أمريكا.

### الأرثوذكسية الجديدة والأرثوذكسية القديمة

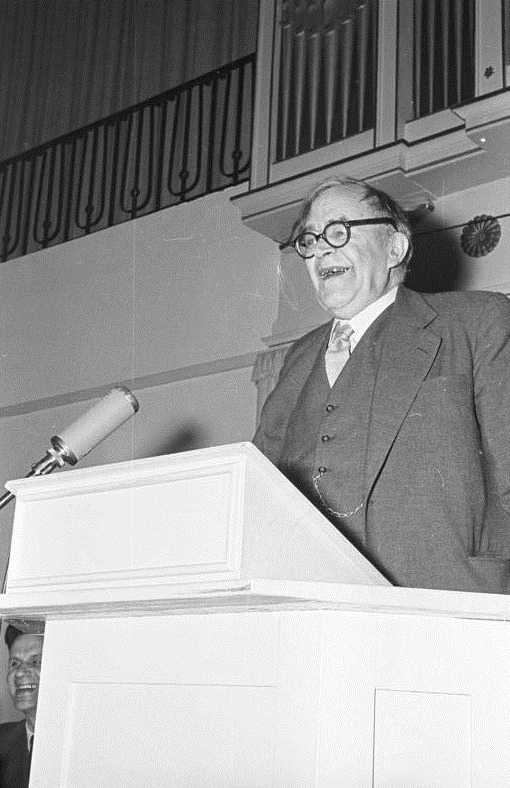
كارل بارث، الذي يُعتبر غالباً أبرز لاهوتي بروتستانتي في القرن العشرين.

يرتبط الرفض غير الأصولي للمسيحية الليبرالية على غرار الوجودية المسيحية لسورين كيركغور، الذي هاجم كنائس الدولة الهيغلية في يومه بسبب «الأرثوذكسية الميتة»، وترتبط الأرثوذكسية الجديدة في المقام الأول مع كارل بارث، ويورغن مولتمان، وديتريش بونهوفر. سعت التقليدية الأرثوذكسية إلى عكس اتجاه ميل اللاهوت الليبرالي للتكيف اللاهوتي مع المنظورات العلمية الحديثة. وتسمى أحياناً في «لاهوت الأزمات»، بالمعنى الوجودي لكلمة الأزمة، وتُسمى أيضاً بالإنجيلية الجديدة، والتي تستخدم معنى «الإنجيليين» فيما يتعلق بالبروتستانت الأوروبيين القاريين بدلاً من الإنجيليين الأمريكيين. كانت التسمية «الإنجيلية» هي التسمية المفضلة في الأصل والتي استخدمها كل من اللوثريين والكالفينيين، ولكن تم استبدالها بالأسماء التي استخدمها بعض الكاثوليك لتسمية البدع باسم مؤسسها.
حركة باليو الأرثوذكسية أو الأرثوذكسية القديمة هي حركة مماثلة في بعض النواحي للإنجيلية الجديدة ولكنها تؤكد على الإجماع المسيحي القديم للكنيسة غير المقسمة في الألفية الأولى بعد الميلاد، بما في ذلك على وجه الخصوص المذاهب المبكرة والمجامع الكنسيَّة كوسيلة لفهم الكتب المقدسة بشكل صحيح. هذه الحركة مشتركة بين الطوائف. اللاهوتي البارز في هذه المجموعة هو توماس أودين الميثودي.

### الأصولية المسيحية
كرد فعل على نقد الكتاب المقدس الليبرالي، نشأت الأصولية في آواخر القرن التاسع عشر وأوائل القرن العشرين، وخاصةً في الولايات المتحدة، وكانت الإنجيلية من بين تلك الطوائف الأكثر تأثراً. يميل اللاهوت الأصولي إلى التشديد على المثالية الإنجيلية والحرفية الكتابية.
مع نهاية القرن العشرين، أصبح يميل البعض إلى الخلط بين الإنجيلية والأصولية. ومع ذلك، فإن التصنيفات تمثل اختلافات واضحة جداً في النهج الذي تسعى كلتا المجموعتين إلى الحفاظ عليه، رغم أنه نظراً لصغر حجم الأصولية كثيرًا، فغالبًا ما يتم تصنيفها ببساطة باعتبارها فرعاً متحفظاً جداً للإنجيلية.

### الحداثة والليبرالية
لا تشكل الحداثة والليبرالية مدارس لاهوت صارمة ومحددة جيداً، بل هي ميل بعض الكتاب والمعلمين لدمج الفكر المسيحي في روح عصر التنوير. أدى الفهم الجديد للتاريخ والعلوم الطبيعية لليوم مباشرةً إلى مناهج جديدة للاهوت المسيحي. وأدت معارضتها للتعليم الأصولي إلى نقاشات دينية، مثل الجدل الأصولي-الحديث داخل الكنيسة المشيخية في الولايات المتحدة الأمريكية في عشرينيات القرن العشرين.

## الديموغرافيا والانتشار
هناك أكثر من 900 مليون بروتستانتي في جميع أنحاء العالم، من أصل حوالي 2.4 مليار مسيحي. وفقاً لتقديرات مركز بيو للأبحاث في عام 2010، عاش حوالي 300 مليون بروتستانتي في أفريقيا جنوب الصحراء، وحوالي 260 مليون في الأمريكتين، وحوالي 140 مليون في منطقة آسيا والمحيط الهادئ، وحوالي 100 مليون في أوروبا، وحوالي مليوني في الشرق الأوسط وشمال إفريقيا. ويُمثل البروتستانت ما يقرب من أربعين في المائة من مجمل المسيحيين في جميع أنحاء العالم وأكثر من عُشر مجموع سكان العالم. تُشير تقديرات مختلفة إلى أن نسبة البروتستانت بالنسبة بين مجمل المسيحيين في العالم تبلغ 33%، أو 36%، أو 36.7%، أو 40%، بينما تتراوح نسبتهم بين سكان العالم بين 11.6% وحوالي 13%.
في البلدان الأوروبية التي تأثرت كثيرًا بالإصلاح البروتستانتي، لا تزال البروتستانتية هي الديانة الأكثر ممارسة. وتشمل هذه بلدان الشمال والمملكة المتحدة. وفي المعاقل التاريخيَّة البروتستانتيَّة الأخرى مثل ألمانيا وهولندا وسويسرا ولاتفيا وإستونيا والمجر، تظل واحدة من أكثر الديانات شعبية. على الرغم من أن جمهورية التشيك كانت تضم واحدة من أهم حركات ما قبل الإصلاح، لا يوجد سوى عدد قليل من أتباع البروتستانت؛ ويرجع ذلك أساساً إلى أسباب تاريخية مثل اضطهاد البروتستانت من قبل آل هابسبورغ الكاثوليك، والقيود خلال الحكم الشيوعي، وكذلك العلمنة المستمرة. وعلى مدار العقود القليلة الماضية، انخفضت الممارسة الدينية مع تزايد العلمنة. وفقاً لدراسة أجريت عام 2012 حول الدين في الاتحاد الأوروبي من قبل يوروباروميتر، شكلَّ البروتستانت حوالي 12% من سكان الاتحاد الأوروبي. وطبقًا لمركز بيو للأبحاث، شكل البروتستانت قرابة خمس (أو 18%) من مجمل سكان القارة المسيحيين في عام 2010. ويقدر كلارك وباير أن البروتستانت شكلوا 15% من مجمل الأوروبيين في عام 2009، في حين يدعي نول أنَّ أقل من 12% منهم عاشوا في أوروبا في عام 2010.
كانت التغييرات في البروتستانتية في جميع أنحاء العالم خلال القرن الماضي كبيرة. منذ عام 1900، انتشرت البروتستانتية بسرعة في إفريقيا وآسيا وأوقيانوسيا وأمريكا اللاتينية. وتسبب ذلك في أن يُطلق على البروتستانت ديانة غير غربيَّة بالدرجة الأولى. وحدث الكثير من النمو في أعداد البروتستانت بعد الحرب العالمية الثانية، عندما تم إنهاء الإستعمار في إفريقيا وإلغاء القيود المُختلفة ضد البروتستانت في بلدان أمريكا اللاتينية. وفقاً لأحد المصادر، شكلَّ البروتستانت 2.5%، وحوالي 2%، وحوالي 0.5% من مجمل سكان أمريكا اللاتينية وأفريقيا وآسيا. وفي عام 2000، أصبحت نسبة البروتستانت في القارات المذكورة 17%، وأكثر من 27% وحوالي 6%، على التوالي. وفقاً لمارك أ. نول، عاش 79% من مجمل الأنجليكان في العالم في المملكة المتحدة في عام 1910، في حين عُثِر على معظم الباقي في الولايات المتحدة وعبر دول الكومنولث البريطاني. وبحلول عام 2010، عاش حوالي 59% من مجمل الأنجليكان في العالم في أفريقيا. في عام 2010، كان عدد البروتستانت الذين يعيشون في الهند أكثر مما في المملكة المتحدة أو ألمانيا، في حين أنَّ أعداد البروتستانت في البرازيل أكبر من عدد البروتستانت في المملكة المتحدة وألمانيا مجتمعين. وعاش الكثير من البروتستانت في كل من نيجيريا والصين كما هو الحال في كل أوروبا. الصين هي موطن أكبر أقلية بروتستانتية في العالم.
تنمو البروتستانتية في إفريقيا، وآسيا، وأمريكا اللاتينية، وأوقيانوسيا، بينما انخفضت النسبة في أنغلو-أمريكا، وأوروبا، مع بعض الإستثناءات مثل فرنسا، حيث تم القضاء على المجتمع بعد إلغاء مرسوم نانت من مرسوم فونتينبلو والاضطهاد التالي للهوغونوت، ولكن الآن يُزعم أنه مستقر في العدد أو حتى ينمو قليلاً. وفقاً للبعض، تُعد روسيا بلداً آخر يشهد إحياء في أعداد البروتستانت. وجدت دراسة لجامعة سانت ماري عام 2015 أن حوالي 10.2 ملايين مسلم إعتنق المسيحية. ووجدت الدراسة أنه منذ 1960، كانت هناك زيادة كبيرة في عدد التحولات من الإسلام إلى المسيحية، وكان معظم هذه التحولات إلى الكنائس الإنجيلية أو الخمسينية، ولكن كانت هناك أيضًا تحولات إلى الكاثوليكية والأرثوذكسية.
في عام 2010، كانت أكبر العائلات المذهبية البروتستانتية تاريخياً هي الطوائف الخمسينية (11%)، والأنجليكانية (11%)، واللوثرية (10%)، والمعمدانية (9%)، والكنائس المتحدة وا الموحدة (7%)، والمشيخية أو الإصلاحية (7%)، والميثودية (3%)، والأدفنتست (3%)، والأبرشانية (1%)، وكنيسة الإخوة البليموث (1%)، وجيش الخلاص (<1%) والكنيسة المورافية (<1%). تمثل الطوائف الأخرى 38% من مجمل البروتستانت.
الولايات المتحدة هي موطن لحوالي 20% من البروتستانت. وفقاً لدراسة أجريت عام 2012، انخفض نصيب البروتستانت من سكان الولايات المتحدة إلى 48%، وبذلك أنهى وضعها كديانة الأغلبية لأول مرة. يُعزى هذا الانخفاض بشكل أساسي إلى انخفاض العضوية في الكنائس البروتستانتية الخط الرئيسي، في حين أنَّ العضوية في الكنائس الإنجيلية والكنيسة السوداء مستقرة أو تستمر في النمو.
بحلول عام 2050، من المتوقع أن ترتفع نسبة البروتستانت إلى أكثر بقليل من نصف مجموع سكان العالم المسيحيين. وفقًا لخبراء آخرين مثل هانز جيه هيليربراند، سيكون أعداد البروتستانت أكبر من أعداد الكاثوليك.
وفقاً لمارك يورغنماير من جامعة كاليفورنيا، فإن البروتستانتية الشعبيَّة،  هي الحركة الدينية الأكثر ديناميكية في العالم المعاصر، إلى جانب الإسلام.

## الثقافة
على الرغم من أنَّ الإصلاح البروتستانتي كانت حركة دينية، إلا أنه كان له تأثير قوي على جميع جوانب الحياة الأخرى: الزواج والأسرة، والتعليم، والعلوم الإنسانية والعلوم، والنظام السياسي والاجتماعي، والاقتصاد، والفنون. الكنائس البروتستانتية ترفض فكرة عزوبية الكهنة وبالتالي تسمح لرجال دينهم بالزواج. وساهم العديد من أسرهم في تطوير النخب الفكرية في بلدانهم. منذ حوالي عام 1950، دخلت النساء سلك الكهنوت، وتقلد البعض منهن مناصب قيادية (مثل الأساقفة) في معظم الكنائس البروتستانتية.
عززت البروتستانتية النمو الاقتصادي وريادة الأعمال، خاصة في فترة ما بعد الثورة العلمية والصناعية. حدد العلماء وجود علاقة إيجابية بين صعود البروتستانتية وتكوين رأس المال البشري، وأخلاقيات العمل، التنمية الاقتصادية، وتطور نظام الدولة. وفقا لأطروحة ميرتون، كان هناك ارتباط إيجابي بين صعود التطهيرية الإنجليزية والتقوية الألمانية من ناحية، والعلوم التجريبية المبكرة من ناحية أخرى.
بما أن الإصلاحيين أرادوا أن يتمكن جميع أعضاء الكنيسة من قراءة الكتاب المقدس، فقد حصل التعليم على جميع المستويات على دفعة قوية. بحلول منتصف القرن الثامن عشر، كان معدل الإلمام بالقراءة والكتابة في إنجلترا حوالي 60%، وفي اسكتلندا 65%، وفي السويد كان ثمانية من كل عشرة رجال ونساء قادرين على القراءة والكتابة. وتأسست العديد الكليات والجامعات من قبل رجال الدين البروتستانت. على سبيل المثال، أسس التطهريين الذين أسسوا مستعمرة خليج ماساتشوستس عام 1628 كلية هارفارد بعد ثماني سنوات فقط. وتأسست حوالي عشر كليات أخرى في القرن الثامن عشر، بما في ذلك جامعة ييل (1701). وأصبحت ولاية بنسلفانيا أيضاً مركزاً للتعلم.
لعب أعضاء الطوائف البروتستانتية الرئيسية أدواراً قيادية في العديد من جوانب الحياة الأمريكية، بما في ذلك السياسة والأعمال والعلوم والفنون والتعليم. وأسسوا معظم معاهد التعليم العالي الرائدة في البلاد.

### الفكر وأخلاقيات العمل
يسمح مفهوم الله والإنسان البروتستانتي للمؤمنين باستخدام جميع قدراتهم التي وهبها الله، بما في ذلك قوة العقل. هذا يعني أنه يُسمح لهم باستكشاف خلق الله، ووفقًا لسفر التكوين، يستخدمونه بطريقة مسؤولة ومستدامة. وهكذا تم خلق مناخ ثقافي عزز كثيرًا تطور العلوم الإنسانية والعلوم. النتيجة الأخرى لفهم الإنسان البروتستانتي هي أن المؤمنين، بامتنان لانتخابهم وخلاصهم في يسوع، يتبعون وصايا الله. تقع الصناعة، والركود، والدعوة، والانضباط، والشعور القوي بالمسؤولية في صميم قواعدها الأخلاقية على وجه الخصوص، رفض جان كالفن الترف. لذلك، تمكن الحرفيون والصناعيون ورجال الأعمال الآخرون من إعادة استثمار الجزء الأكبر من أرباحهم في الآلات الأكثر كفاءة وأساليب الإنتاج الأكثر حداثة التي كانت تستند إلى التقدم في العلوم والتكنولوجيا. ونتيجة لذلك، نمت الإنتاجية، مما أدى إلى زيادة الأرباح ومكّن أصحاب العمل من دفع أجور أعلى. بهذه الطريقة، عزز الاقتصاد والعلوم والتكنولوجيا بعضهم البعض. كانت فرصة المشاركة في النجاح الاقتصادي للاختراعات التكنولوجية بمثابة حافز قوي لكل من المخترعين والمستثمرين. كانت أخلاقيات العمل البروتستانتية قوة مهمة وراء العمل الجماهيري غير المخطط وغير المنسق الذي أثر على تطور الرأسمالية والثورة الصناعية. تُعرف هذه الفكرة أيضاً باسم «أطروحة الأخلاق البروتستانتية». كذلك كان لأخلاق العمل البروتستانتية كقيم الموثوقية، والادخار، والتواضع، والصدق، والمثابرة والتسامح، أحد أسباب نشأة الثورة الصناعية.
ومع ذلك، كتب المؤرخ البارز فرنان بروديل (المتوفى عام 1985)، وهو أحد قادة مدرسة أناليس المهمة: «جميع المؤرخين عارضوا هذه النظرية الضعيفة [أخلاقيات البروتستانت]، على الرغم من أنهم لم يتمكنوا من التخلص منها مرة واحدة وإلى الأبد. ومع ذلك، فمن الواضح أنها خاطئة، فقد احتلت البلدان الشمالية المكانة التي كانت في وقت سابق محتلة من قبل المراكز الرأسمالية القديمة في البحر الأبيض المتوسط، ولم تخترع أي شيء، سواء في التكنولوجيا أو إدارة الأعمال». العالم الاجتماعي رودني ستارك يعلق على أنه «خلال فترة التنمية الاقتصادية الحرجة، كانت هذه المراكز الشمالية للرأسمالية كاثوليكية وليست بروتستانتية - إلا أن الإصلاح لا يزال يكمن جيدا في المستقبل». بينما قال المؤرخ البريطاني هيو تريفور روبير (توفي عام 2003) «فكرة أن الرأسمالية الصناعية الواسعة النطاق كانت مستحيلة أيديولوجياً قبل الإصلاح تم تفجيرها من خلال حقيقة بسيطة أنها موجودة».
في تحليل عامل لآخر موجة من بيانات رابطة مسح القيم العالمية، وجد الباحث أرنو تاوش من جامعة كورفينوس في بودابست، أنَّ البروتستانتية تظهر أنها قريبة جداً من الجمع بين الدين والتقاليد الليبرالية. يعتمد مؤشر تطوير القيمة العالمية، الذي تم حسابه بواسطة أرنو تاوش، على أبعاد مسح القيم العالمية، مثل الثقة في حالة القانون، وعدم دعم السوق السوداء، والنشاط ما بعد المادية، ودعم الديمقراطية، وعدم قبول العنف، وكراهية الأجانب والعنصرية، والثقة في رأس المال والجامعات عبر الوطنية، والثقة في اقتصاد السوق، ودعم العدالة بين الجنسين، والمشاركة في النشاط البيئي، وإلخ.
في دراسة معروفة قام بها عدد من الباحثين في مطلع الألفية ويمكن اختصار اسمها كالتالي: (CMRP) وجد عدد من الباحثين أن المجتمعات التي تسيطر عليها الثقافة البروتستانتية تشمل الولايات المتحدة، والدول الإسكندنافية، وألمانيا، والمملكة المتحدة، وهولندا، وسويسرا، وكندا، وأستراليا ونيوزيلندا تميل إلى العمل والاجتهاد والإنجاز والابتكار أكثر من المجتمعات التي تسيطر عليها ثقافات دينية أخرى مثل الكاثوليكية والإسلام والبوذية والهندوسية. ووفقًا للدراسة فالدول ذات الثقافة والأغلبية البروتستانتية لديها مؤشر التنمية البشرية والناتج المحلي مرتفع، كما وتتربع العديد من الدول البروتستانتية قائمة أغنى دول العالم، والدول الأقل فساداً في العالم. ولدى العديد من المجتمعات البروتستانتية في دول غير بروتستانتية نفوذ اقتصادي كبير لا يتناسب مع وزنهم العددي يظهر ذلك على سبيل المثال في فرنسا حيث للبروتستانت نفوذ كبير في الصناعة والاقتصاد والشركات المالية والبنوك وكوريا الجنوبية حيث معظم الشركات الكبرى بالبلاد يديرها مسيحيون بروتستانت. واستنادًا إلى نموذج بارو وماكليري، فإن أخلاق العمل البروتستانتية قد لعبت دورًا رئيسيًا في نجاح كوريا الجنوبية في المجال الاقتصادي.
يميل أتباع الكنيسة الأسقفية الأمريكية والمشيخية، بالإضافة إلى غيرهم من الواسب، إلى أن يكونوا أكثر ثراءاً وأفضل تعليماً (حاصلين على شهادة جامعية ودراسات عليا) من معظم الجماعات الدينية الأخرى في الولايات المتحدة، وتمثيلهم بشكل غير متناسب في الروافد العليا للأعمال التجارية الأمريكية، والقانون والسياسة، وخاصةً الحزب الجمهوري. تعد أعداد الأسر الأمريكية الأكثر ثراءاً مثل عائلة روكفلر، ومورجان، وفورد، وروزفلت، وفاندربيلت، وكارنجي، ودو بونت، وآستور، وفوربس، وعائلة بوش هي أسر بروتستانتية.

### العلوم

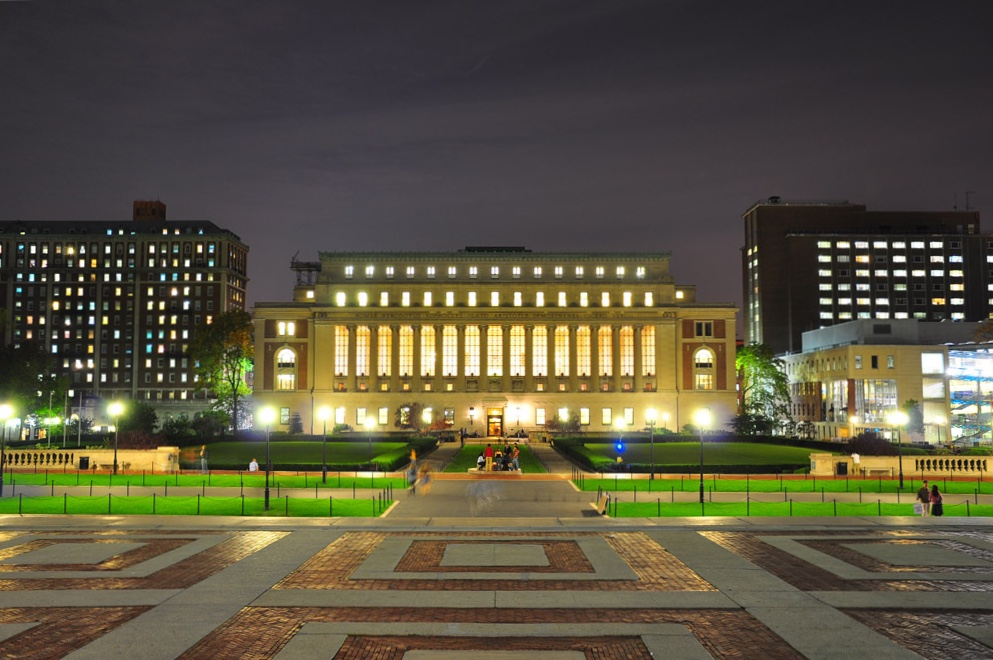
جامعة كولومبيا، التي أنشأتها كنيسة إنجلترا.

كان للبروتستانتية تأثير هام على العلوم. وفقاً لأطروحة ميرتون، كان هناك ارتباط إيجابي بين صعود التطهيرية الإنجليزية والتقويَّة الألمانية من ناحية والعلوم التجريبية المبكرة من ناحية أخرى. تحتوي أطروحة ميرتون على جزأين منفصلين: أولاً، تقدم نظرية أن العلم يتغير بسبب تراكم الملاحظات والتحسين في التقنية التجريبية والمنهجية؛ وثانياً، يطرح الحجة القائلة بأن شعبية العلم في القرن السابع عشر في إنجلترا والديموغرافيا الدينية لأعضاء الجمعية الملكية (حيث كان العلماء الإنجليز في ذلك الوقت من التطهيريين في الغالب أو غيرهم من البروتستانت) يُمكن تفسيرها من خلال العلاقة الإيجابية بين البروتستانتية والقيم العلمية. ركز ميرتون على التطهيرية الإنجليزية والتقويَّة الألمانية باعتبارها مسؤولة عن تطور الثورة العلمية في القرنين السابع عشر والثامن عشر. وأوضح أن العلاقة بين الانتماء الديني والاهتمام بالعلوم كانت نتيجة للتآزر الكبير بين القيم البروتستانتية الزاهدة وتلك المتعلقة بالعلوم الحديثة. وشجعَّت القيم البروتستانتية على البحث العلمي من خلال السماح للعلم بالتعرف على تأثير الله على العالم - الذي خلقه - وبالتالي توفير تبرير ديني للبحث العلمي.
وفقاً لكتاب النخبة العلميَّة: الحائزين على جائزة نوبل في الولايات المتحدة من قبل الباحثة هارييت زوكرمان، وجدت أنَّ بين عام 1901 وعام 1972، كان 72% من الأمريكيين الحائزين على جائزة نوبل من خلفية بروتستانتية. بوشكل عام، كان 84% من مجمل جوائز نوبل الممنوحة للأمريكيين في الكيمياء، وحوالي 65% في الطب، وحوالي 59% في الفيزياء بين عام 1901 وعام 1972 من نصيب البروتستانت.
وفقاً لإحصائية 100 عام من جائزة نوبل (2005)، من خلال مراجعة لجوائز نوبل التي تم منحها في الفترة ما بين عام 1901 وعام 2000، كان 65% من الحائزين على جائزة نوبل، منتمين إلى الديانة المسيحية بأشكالها المختلفة (423 جائزة). في حين إنتمى 32% من الحائزين على جائزة نوبل إلى المذاهب البروتستانتية في أشكالها المختلفة (208 الجوائز)، على الرغم من أن البروتستانت يشلكون بين 12% إلى 13% من سكان العالم.

### الحكومة
في العصور الوسطى، كانت الكنيسة والسلطات الدنيوية وثيقة الصلة. فصل مارتن لوثر بين العوالم الدينية والعالمية من حيث المبدأ (عقيدة المملكتين). كان المؤمنون مضطرين إلى استخدام سبب لحكم الكرة الأرضية بطريقة منظمة وسلمية. عزز لوثر مذهب الكهنوت لجميع المؤمنين دور العلمانيين في الكنيسة إلى حد كبير. كان لأعضاء الجماعة الحق في انتخاب القساوسة، وإذا لزم الأمر، للتصويت على إقالته. عزز جان كالفن هذا النهج الديمقراطي بشكل أساسي عن طريق ضم العلمانيين المنتخبين (شيوخ الكنيسة، والكهنة) في حكومة الكنيسة التمثيلية. أضاف الهوغونوت السينودس الإقليمي والمجمع الكنسي الوطني، الذين تم انتخاب أعضائهم من قبل التجمعات، إلى نظام جان كالفن للحكم الذاتي للكنيسة. وتم الاعتماد على هذا النظام من قبل الكنائس الإصلاحية الأخرى، وتم تبنيها من قبل بعض اللوثريين بداية من تلك الموجودة في دوقيات يوليش كليفه برغ المتحدة خلال القرن السابع عشر.
من الناحية السياسية، فضل جان كالفن مزيجًا من الأرستقراطية والديمقراطية. وأعرب عن تقديره لمزايا الديمقراطية: «إنها هدية لا تُقدر بثمن، إذا سمح الله للشعب أن ينتخب بحرية سلطاته وأسلافه». كما اعتقد كالفن لأيضاً أن الحكام الأرضيين يفقدون حقهم الإلهي ويجب أن يلقوا حتفهم عند قيامهم بأفعال ضد الله. ولتعزيز حماية حقوق الأشخاص العاديين، اقترح كالفن فصل السلطات السياسية في نظام من الضوابط والتوازنات. وهكذا قاوم هو وأتباعه الحكم السياسي المطلق ومهدوا الطريق لصعود الديمقراطية الحديثة. إلى جانب إنجلترا، كانت هولندا تحت قيادة كالفن، الدولة الأكثر حرية في أوروبا في القرنين السابع عشر والثامن عشر. منح اللجوء للفلاسفة مثل باروخ سبينوزا وبيير بايل. كان هوغو غروتيوس قادراً على تدريس نظرية القانون الطبيعي وتفسير ليبرالي نسبياً للكتاب المقدس.
تمشياً مع الأفكار السياسية لكالفن، ابتكر البروتستانت كلاً من الديمقراطية الإنجليزية والأمريكية. في إنجلترا في القرن السابع عشر، كان أهم الأشخاص والأحداث في هذه العملية الحرب الأهلية الإنجليزية، وأوليفر كرومويل، وجون ميلتون، وجون لوك، والثورة المجيدة، ووثيقة الحقوق الإنجليزية، وقانون التسوية. في وقت لاحق، أخذ البريطانيون مُثُلهم الديمقراطية إلى مستعمراتهم، على سبيل المثال أستراليا ونيوزيلندا والهند. في أمريكا الشمالية، مارس البروتستانت في مستعمرة بليموث (الآباء الحجاج في عام 1620) ومستعمرة خليج ماساتشوستس (1628) الحكم الذاتي الديمقراطي وفصل السلطات. وكان هؤلاء الأبرشانيون مقتنعين بأن الشكل الديمقراطي للحكومة هو إرادة الله. كان ماي فلاور كومباكت عقداً اجتماعياً.

### الحقوق والحرية

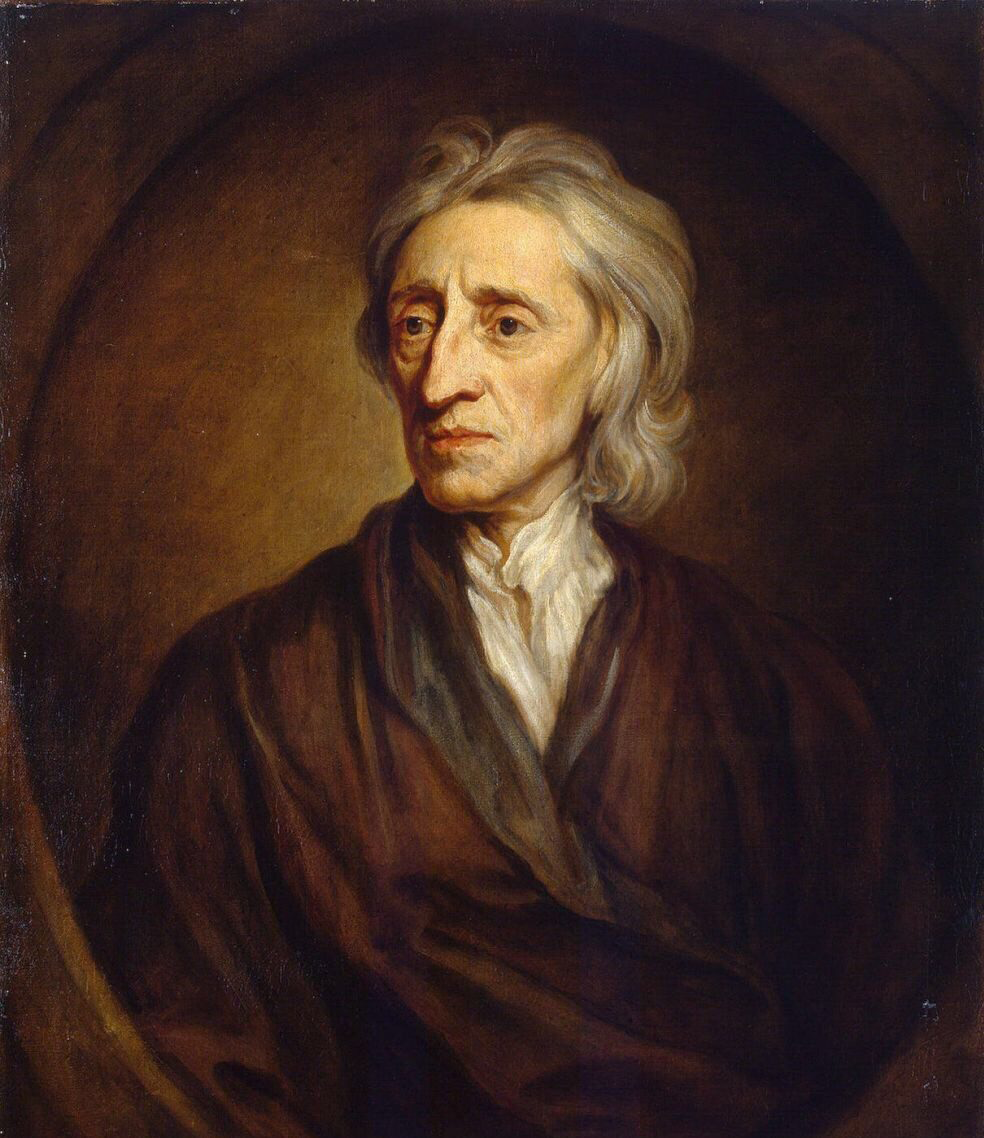
جادل فيلسوف التنوير جون لوك عن الضمير الفردي، والخالي من سيطرة الدولة.

أخذ عدد من البروتستانت أيضاً المبادرة في الدفاع عن الحرية الدينية. كان لحرية الضمير أولوية عالية على البرامج اللاهوتية والفلسفية والسياسية، حيث رفض مارتن لوثر أن يتراجع عن معتقداته قبل حمية الإمبراطورية الرومانية المقدسة على فورمس (1521). في رأيه، كان الإيمان عملاً مجانياً للروح القدس، وبالتالي، لا يمكن فرضه على شخص ما. وطالب القائلون بتجديد عماد والهوغونوت بحرية الضمير، ومارسوا الفصل بين الكنيسة والدولة. في أوائل القرن السابع عشر، نشر المعمدانيين مثل جون سميث وتوماس هيلويز مساحات للدفاع عن الحرية الدينية. وأثر تفكيرهم على موقف جون ميلتون وجون لوك بشأن التسامح. تحت قيادة المعمدانيين روجر ويليامز، والأبرشاني توماس هوكر، والكويكرز وليام بن، على التوالي، جمعت رود آيلاند وكونيتيكت وبنسيلفانيا الدساتير الديمقراطية مع حرية الدين. وأصبحت هذه المستعمرات ملاذات آمنة للأقليات الدينية المضطهدة، بما في ذلك اليهود. جعل إعلان استقلال الولايات المتحدة ودستور الولايات المتحدة وقانون الحقوق الأمريكي مع حقوق الإنسان الأساسية لهذا التقليد دائماً من خلال إعطائه إطاراً قانونياً وسياسياً. أيدت الغالبية العظمى من البروتستانت الأمريكيين، ورجال الدين والعلمانيين، بقوة حركة الاستقلال. وتم تمثيل جميع الكنائس البروتستانتية الرئيسية في المؤتمرين القاريين الأول والثاني. في القرنين التاسع عشر والعشرين، أصبحت الديمقراطية الأمريكية نموذجاً للعديد من البلدان والمناطق الأخرى في جميع أنحاء العالم (مثل أمريكا اللاتينية واليابان وألمانيا). أقوى صلة بين الثورتين الأمريكية والفرنسية كانت ماركيس دي لافاييت، المؤيد المتحمس للمبادئ الدستورية الأمريكية. اعتمد الإعلان الفرنسي لحقوق الإنسان والمواطن أساساً على مسودة لافاييت لهذه الوثيقة. كما أنَّ إعلان الأمم المتحدة والإعلان العالمي لحقوق الإنسان يعكس أيضاً التقاليد الدستورية الأمريكية.
الديمقراطية، ونظرية العقد الاجتماعي، وفصل السلطات، والحرية الدينية، والفصل بين الكنيسة والدولة - هذه الإنجازات التي حققها الإصلاح والبروتستانتية المبكرة تم توضيحها ونشرها من قبل مفكري التنوير. بعض من فلاسفة التنوير الإنجليزيين والإسكتلنديين والألمان والسويسريين - توماس هوبز، وجون لوك، وجون تولاند، وديفيد هيوم، وغوتفريد لايبنتس، وكريستيان فولف، وإيمانويل كانت، وجان جاك روسو - كانوا من خلفيَّة دينيَّة بروتستانتيَّة. على سبيل المثال، إستند جون لوك، فكره السياسي إلى «مجموعة من الافتراضات المسيحية البروتستانتية»، واستمد مساواة جميع البشر، بما في ذلك المساواة بين الجنسين («آدم وحواء»)، من سفر التكوين. ونظراً لأن جميع الأشخاص خلقوا على قدم المساواة، فإن جميع الحكومات بحاجة إلى «موافقة المحكومين».
وفي أواخر القرن السابع عشر بدأت الطوائف البروتستانتية مثل القائلون بتجديد عماد في انتقاد الرق. العديد من الانتقادات المماثلة وجهت أيضًا من قبل جمعية الأصدقاء الدينية، المينونايت، والاميش ضد الاسترقاق، لعلّ كتاب هيريت ستاو «كوخ العم توم»، والذي كتبته «وفقًا لمعتقداتها المسيحية» في عام 1852، أحدث صدىً عميقًا في انتقاد الرق. وكانت جمعية الأصدقاء الدينية من أولى المؤسسات الدينية المناهضة للعبودية، كما لعب أيضًا جون ويسلي، مؤسس الميثودية، دورًا في بدء حركة التحرير من العبودية كحركة شعبية.
كما دعا بعض البروتستانت إلى حقوق الإنسان الأخرى. على سبيل المثال، تم إلغاء التعذيب في بروسيا في عام 1740، والعبودية في بريطانيا في عام 1834 وفي الولايات المتحدة في عام 1865 (ويليام ويلبرفورس، وهيريت ستو، وأبراهام لينكون - ضد البروتستانت الجنوبيين). بالإضافة إلى المساعدة في التحرير من العبودية من قبل الطوائف البروتستانتية، فقد بذل عدد من البروتستانت مزيد من الجهود نحو تحقيق المساواة العرقية، والمساهمة في حركة الحقوق المدنية. فمنظمة الأميركيين الأفارقة تذكر الدور الهام للحركات الاحيائية المسيحية في الكنائس السوداء التي لعبت دور هام وأساسي في حركة الحقوق المدنية. ولعل أبرز المسيحيين ممن لعبوا دور في حركة الحقوق المدنية مارتن لوثر كينغ، وهو قس للكنيسة المعمدانية، وزعيم حركة الحقوق المدنية الإميركية ورئيس مؤتمر القيادة المسيحية الجنوبية، وهي منظمة مسيحية تنادي بالحقوق المدنية. وكان هوغو غروتيوس وصموئيل بوفندورف من أوائل المفكرين الذين قدموا إسهامات كبيرة في القانون الدولي. وكانت اتفاقيات جنيف، وهي جزء مهم من القانون الدولي الإنساني، إلى حد كبير من عمل جان هنري دونانت، وهو من خلفية كالفينية تقوية. كما أسس الصليب الأحمر.

### التعليم الاجتماعي

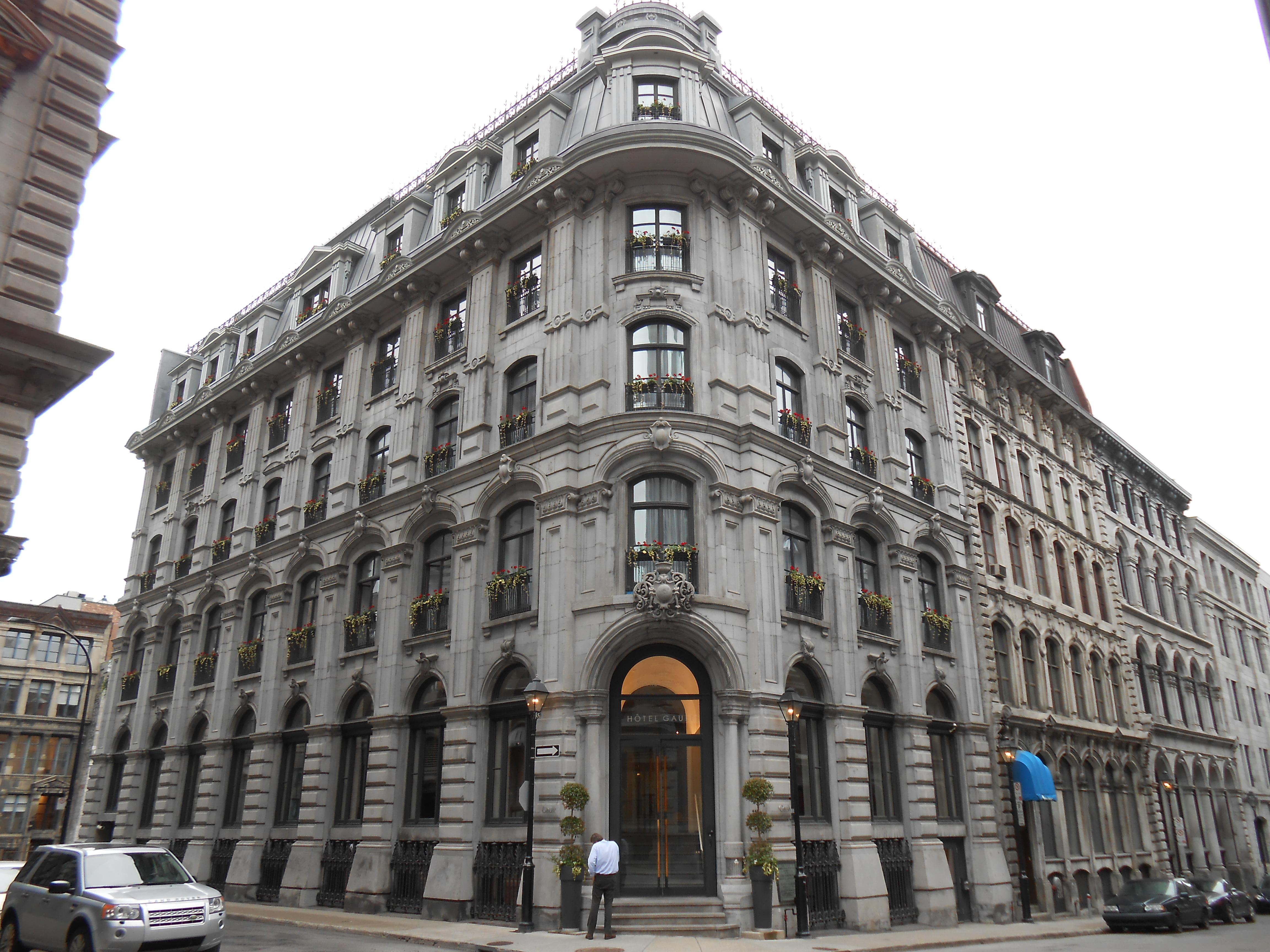
مقر جمعية الشبان المسيحيين في مونتريال.

أسس المبشرين البروتستانت مستشفيات ومنازل للمعاقين أو كبار السن، ومؤسسات تعليمية، ومنظمات تقدم المساعدات للبلدان النامية، وغيرها من وكالات الرعاية الاجتماعية. في القرن التاسع عشر، في جميع أنحاء العالم الأنجلو أمريكي، كان العديد من الأعضاء المتفانين من جميع الطوائف البروتستانتية نشطين في حركات الإصلاح الاجتماعي مثل إلغاء العبودية، وإصلاح السجون، وحق النساء في التصويت. وكإجابة على «المسألة الاجتماعيو» في القرن التاسع عشر، قدمت ألمانيا في عهد المستشار أوتو فون بسمارك برامج التأمين التي قادت الطريق إلى دولة رفاهية (التأمين الصحي، والتأمين ضد الحوادث، والتأمين ضد العجز، ورواتب التقاعد). وكانت فكرة دولة رفاهية بالنسبة إلى بسمارك شكل من «المسيحية العمليَّة». تم تبني هذه البرامج أيضاً من قِبل العديد من الدول الأخرى، خاصةً في العالم الغربي.
تبنّت عدد من الحركات المسيحية نشر والتوعية عن النظافة الشخصية خاصًة خلال الثورة الصناعية، وذلك من خلال عقيدة النظافة من الإيمان، ومنها حركات الإنجيل الاجتماعي التي ظهرت داخل الكنائس البروتستانتية، ولعلّ أبرز هذه الحركات «جيش الخلاص» الذي شكَّله الزوجين وليم وكاثرين بوث، وقد كان لهم دور في نشر والتوعية عن النظافة الشخصية. ونقلًا عن كتاب الصحة والطب في التعاليم الانجيلية، كان أحد شعاراتهم الأبكر: «الصابون، الحساء، والخلاص». فضلًا عن تشديدهم على الإستحمام خاصًة عشية يوم السبت ويوم الأحد تحضيرًا للقداس وتقديمهم وإنتاج منتجات خاصة بالنظافة الشخصيّة.

### الفنون والموسيقى والأدب

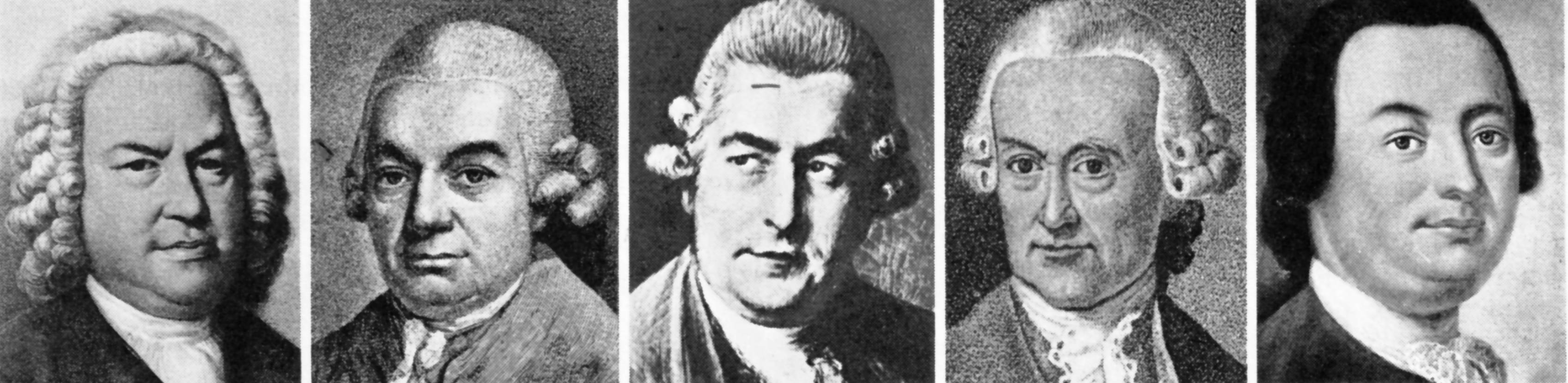
أسرة باخ، كانت للأسرة اسهامات جمة في الموسيقى الكنسية البروتسانتية.

ألهمت الفنون بقوة المعتقدات البروتستانتية. خلق مارتن لوثر، وبول غيرهارد، وجورج تذبل، وإسحاق واتس، وتشارلز ويسلي، ووليام كوبر، والعديد من الكتاب الآخرين والملحنين الآخرين تراتيل الكنيسة المعروفة. الموسيقيين مثل هاينريش شوتس، ويوهان سيباستيان باخ، وهاندل جورج فريدريك، وهنري بورسيل، ويوهانس برامز، وفيليكس مندلسون بارتولدي ألفو أعمالاً دينية بارزة في الموسيقى. كان من الرسامين من الخلفية البروتستانتية على سبيل المثال لا الحصر ألبرشت دورر، وهانز هولباين الأصغر، ولوكاس كراناتش، ورامبرانت، وفنسنت فان جوخ. وقد أثرى الأدب العالمي أعمال كل من ادموند سبنسر، وجون ميلتون، وجون بنيان، وجون دون، وجون درايدن، ودانيال ديفو، وويليام وردزورث، وجوناثان سويفت، ويوهان فولفغانغ غوته، وفريدريش شيلر، وصمويل تايلور كوليردج، وإدغار ألان بو، وماثيو أرنولد، وكونراد فرديناند ماير، وثيودور فونتين، وواشنطن ايرفينغ، وروبرت براوننج، واميلي ديكنسون، وإميلي برونتي، وتشارلز ديكنز، وناثانيال هوثورن، وتوماس ستيرنز إليوت، وتوماس مان، ووليم فوكنر، وجون أبدايك، وغيرهم الكثير.

## الاستجابات الكاثوليكية

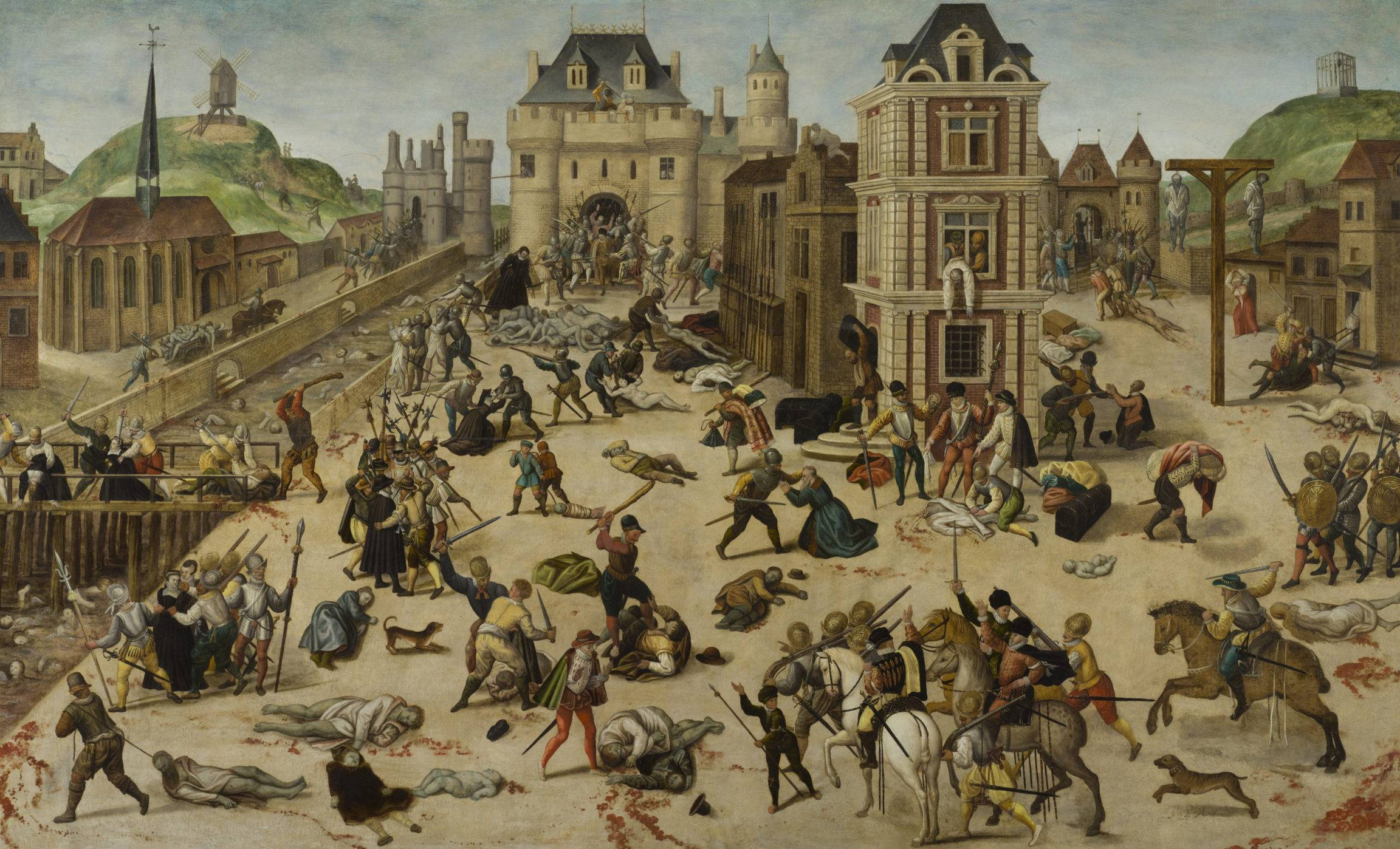
رسمة تصور مذبحة سان بارتيليمي؛ بريشة فرانكويس دوبيس.

وجهة نظر الكنيسة الرومانية الكاثوليكية هي أن الطوائف البروتستانتية لا يمكن اعتبارها كنائس، بل إنها مجتمعات كنسيَّة أو مجتمعات معينة تؤمن بالإيمان لأن مراسيمها وعقائدها ليست مماثلة تاريخياً للعقائد والمذاهب الكاثوليكية، ولا يوجد في المجتمعات البروتستانتية سلك كهنوتي للقيام بالأسرار وبالتالي يفتقر إلى الخلافة الرسولية الحقيقية. وفقا للأسقف هيلاريون (الفيف)، فإن الكنيسة الأرثوذكسية الشرقية تشترك في نفس الرأي حول هذا الموضوع.
على عكس الطريقة التي تميز بها المصلحون البروتستانت في كثير من الأحيان، لم يتم تجاهل مفهوم الكنيسة الكاثوليكية أو العالمية خلال الإصلاح البروتستانتي. على العكس من ذل، نظر المصلون البروتستانت إلى الوحدة المرئية للكنيسة الكاثوليكية أو العالمية باعتبارها عقيدة مهمة وأساسية للإصلاح. كان المُصلحين القدامى، مثل مارتن لوثر، وجان كالفن، وهولدريخ زوينكلي، يعتقدون أنهم كانوا يقومون بإصلاح الكنيسة الرومانية الكاثوليكية، والذين رأوا أنها أصبحت فاسدة. وأخذ كل منهم بجديَّة تهم الانقسام والابتكار، وقاموا بإنكار هذه الإتهامات والإبقاء على أن الكنيسة الرومانية الكاثوليكية هي التي تركتهم. وقام المصلحين البروتستانت بتكوين رأي لاهوتي جديد ومختلف اختلافاً جذرياً في علم الكنسية، مفاده أن الكنيسة المرئية هي «كاثوليكية».

## وصلات خارجية
- موقع الكنيسة الإنجيلية بقصر الدوبارة